# Берислав
Берисла́в (до середини XV ст. — Вітовтова митниця; сер. XV ст.—1784 рік — Кизикермен, Qızı Kermen, також Таванська переправа) — місто в Херсонській області України, на правому березі Дніпра та Каховського водосховища, адміністративний центр Бериславської міської громади та Бериславського району Херсонської області. Станом на 2019 рік населення Берислава налічує 12,4 тис. осіб. Розташований на відстані 75 км від обласного центру та 12 км від залізничної станції Козацьке. Назва міста, яке було засновано на місці фортеці Кизи–Кермен, пов'язана з історичними подіями, включаючи здобуття фортеці козаками у 1695 році.
Місто відоме з III–IV ст. як столиця Остготського королівства Данпарштадт, а в XIV столітті — резиденція золотоординського хана Тохтамиша. У XV столітті тут була литовська митниця, а також місце важливої переправи на шляху до Криму. Місто пережило захоплення кримськими татарами в 1484 році, а потім турками, які побудували тут фортецю Газі Кермен. Після розгрому фортеці козаками Мазепи в 1695 році, на її руїнах і на місці остготського поселення Данпарштадт та литовської фортеці Вітовта, у 1784 році було засновано Берислав.
Берислав був центром повіту в Новоросійській губернії, а потім Херсонської губернії. Завдяки своєму розташуванню біля переправи, місто стало важливим торговим центром. У другій половині XVIII століття місто отримало назву Кизи Кермен, яка збереглася після приєднання до Російської імперії в 1774 році.
У XIX столітті Берислав став транзитним чумацьким центром з активною торгівлею через понтонну переправу через Дніпро. Під час Кримської війни тут був розташований військовий шпиталь, який приймав поранених. На західній околиці міста знаходиться військовий меморіал — каплиця-пам'ятник та старі хрести. Також тут розпочалася промисловість, зокрема, було відкрито завод з ремонту сільськогосподарських машин.
У радянські часи місто було райцентром в різних областях, а в 1941—1944 рр. було окуповане німцями.
На околицях у 1952 році знайдено залишки скіфо-сарматського поселення та предмети черняхівської культури. Постановою Кабінету Міністрів України від 26 липня 2001 р. № 878 Берислав внесено до Списку історичних населених місць України як найдавніше поселення Херсонської області.
Назву «Берислав» носили також бойовий фрегат ескадри Ушакова, колісний буксирний пароплав та радянський океанічний танкер.

## Географія

### Географічні дані міста
Площа: 9,11 км², 6,6 % від території області. Від м. Берислава до Херсона залізницею 92 км, автошляхом — 68 км.

### Природа
Місто розташовано в степовій зоні. Навколо міста зустрічаються балки та глибокі яри. Найпоширенішими типами ґрунтів є чорноземи південні мало гумусні та темно–каштанові залишково слабо- і середньо-солонцюваті.

#### Гідрографія
По території району протікають 2 річки: Дніпро та Інгулець, річка Дніпро є однією з найбільших річок України.

#### Природні ресурси
На території Бериславського району розташовано 10 кар'єрів по видобутку щебеню, каменю, глини загальною площею 43,3 га, діючі кар'єри — 8,9 га, недіючі — 34,4 га. Заповідники: на території району розташовано історико-культурний заповідник «Кам'янська Січ» у с. Республіканець загальною площею 10,58 га.

#### Клімат
Загальною кліматичною особливістю є велика кількість тепла і світла і недостача вологи. В цілому за рік сумарне випаровування перевищує річну кількість атмосферних опадів в 1,5—2,5 рази. Річна кількість атмосферних опадів в сприятливі роки не перевищує 360—420 мм. Протягом року вони розподіляються дуже нерівномірно за періодами. Тривалість посухи, або вегетаційних періодів без опадів, досягає 90—100 днів і спостерігається досить часто за статистичними даними не рідше одного разу на три роки.

### Адміністративно-територіальний устрій
Розташований на правому березі Каховського водосховища та Дніпра, за 20 км на північний захід від залізничної станції Каховка. Межує з Велико-Олександрівським, Нововоронцовським, Каховським, Білозерським районами, містом Нова Каховка та Миколаївською областю.
Автомобільний зв'язок із Херсоном і Новою Каховкою (Автошлях E58).

#### Адміністративно–територіальні одиниці
1. Міст районного значення — 1;
2. Селищ міського типу — 1;
3. Сільських населених пунктів — 41;
4. Кількість місцевих рад — 24.[10][11][13][15][16]

17 липня 2020 року Верховна Рада України ухвалила постанову про реорганізацію районів, в результаті чого у Херсонській області було створено п'ять нових районів. Новостворені райони включають Бериславський, Генічеський, Каховський, Скадовський та Херсонський, кожен з яких складається з об'єднаних територіальних громад, затверджених Кабінетом Міністрів України. Попередньо область планувалось поділити на три райони, а до реформи було 18 районів.

#### Вулиці Берислава
Берислав, місто із прямокутно-сітчастою системою розпланування та багатим історичним минулим, має вулиці, назви яких були встановлені в 1920-х роках після приходу більшовицької влади. На той час місто налічувало 7371 особу, які проживали в 1760 будинках і квартирах, розташованих на 30 вулицях.
Вулиці, що з'явилися з 22–го кварталу, включали Воронцовську, Миколаївську, Канатну, Потьомкінську, Суворовську. Центральною була Катеринославська, яка пізніше була перейменована на вулицю Троцького, а потім на 1 Травня.
Перейменування вулиць тривало не лише у 20–30–і роки, а й у повоєнний період. Більшість вулиць носять імена людей, які не мали відношення до Берислава або України взагалі, таких як Ленін, Маркс, Енгельс, Чапаєв, Цеткін, Лібкнехт, Ворошилов, Будьонний, Дзержинський, Луначарський, Кіров, Куйбишев, Свердлов, Люксембург, Урицький, Котовський, Щорс, Артем, Крупська, Калінін, Пархоменко, Горький, Фрунзе, Островський та інші.
У 1995 році було проведено опитування мешканців вул. Рози Люксембург щодо перейменування її на вул. Богдана Хмельницького. З 33 опитаних позитивно відповіли 16 осіб, негативно — 7, решта не висловила певної думки або були байдужими.
На кінець 1990-х питання полягає в тому, наскільки назви вулиць відповідають потребам становлення Української держави та національно–культурного відродження нашого народу. Наприклад, вулиця 25 Жовтня, названа за старим стилем жовтневого перевороту у Петрограді 1917 року, стала називатися як 25 років Жовтня, що відповідає року нацистської окупації 1942 року.

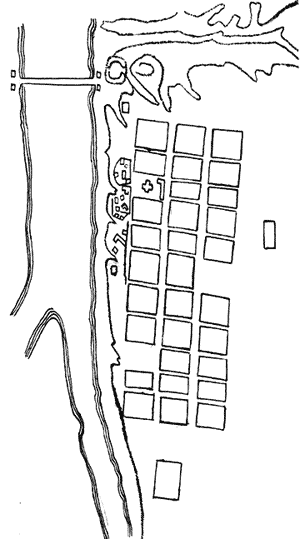
Схема забудови Берислава кінця XVIII ст.

##### Перелік вулиць м. Берислав
Стара назва — Нова назва
1. вул. 1 Травня — вул. Героїв України;
2. вул. 25 років Жовтня — вул. Введенська;
3. вул. Артема — вул. Шкільна;
4. вул. Бєлгородська — вул. Соборна;
5. вул. Будьонного — вул. Затишна;
6. вул. Ворошилова — вул. Володимирська;
7. вул. Гагаріна — вул. Івана Сірка;
8. вул. Дзержинського — вул. Сковороди;
9. вул. Енгельса — вул. Кримська;
10. вул. К. Цеткін — вул. Різдвяна;
11. вул. Калініна — вул. Леоніда Бикова;
12. вул. Карла Маркса — вул. Паркова;
13. вул. Кірова — вул. Кобзаря;
14. вул. Колгоспна — вул. Котляревського;
15. вул. Комарова — вул. Василя Стуса;
16. вул. Комінтерна — вул. Ярослава Мудрого;
17. вул. Комсомольська — вул. Славна;
18. вул. Котовського — вул. Чумацька;
19. вул. Крупської — вул. Солов'їна;
20. вул. Куйбишева — вул. Захисників Вітчизни;
21. вул. Латиських стрільців — вул. Січових стрільців;
22. вул. Леніна — вул. Центральна;
23. вул. Ленінградська — вул. Михайла Горіккера;
24. вул. Луначарського — вул. Успенська;
25. вул. Максима Горького — вул. Павла Скоропадського;
26. вул. Мануйленко — вул. Грушевського;
27. вул. Матросова — вул. Таванська;
28. вул. Некрасова — вул. Миколи Братана;
29. вул. Овражна — вул. М. Коцюбинського;
30. вул. Островського — вул. Студентська;
31. вул. Пархоменко — вул. Пархоменко;
32. вул. Піонерська — вул. Вишнева;
33. вул. Пушкіна — вул. Г. Гардимана;
34. вул. Р. Люксембург — вул. Воскресенська;
35. вул. Радгоспна — вул. Скіфська;
36. вул. Свердлова — вул. Дружби;
37. вул. Урицького — вул. Козацька;
38. вул. Фрунзе — вул. Олеся Гончара;
39. вул. Чапаєва — вул. Гетьманська;
40. вул. Червоноармійська — вул. Кості Гордієнка;
41. вул. Чкалова — вул. Івана Мазепи;
42. вул. Щорса — вул. Шалімова;
43. пров. Восход — пров. Зарічний;
44. пров. Колгоспний — пров. Покровський;
45. пров. Крупської — пров. Слов'янський;
46. пров. Овражний — пров. Січовий.

##### Генеральний план міста
Згідно з даними системи тендерних закупівель сайту «Prozorro» від 7 квітня 2020 року, Розробка історико-архітектурного опорного плану м. Берислав очікувана вартість якого становила 177 193,00 ₴. Замовником стала Бериславська міська рада, контактною особою — Ярмак Тамара Василівна. 27 листопада 2019 року у Бериславській міській раді відбулись громадські обговорення генерального плану Берислава.
Замовник проєкту: Бериславська міська рада;
Підстава розроблення: Рішення 33 сесії 7 скликання міської ради № 344 від 8 травня 2018 р.
Основні завдання проєкту:
- Встановлення меж населеного пункту;
- Обґрунтування майбутніх потреб і визначення напрямів використання територій;
- Урахування державних, громадських і приватних інтересів під час планування та забудови;
- Визначення територій для містобудівних потреб;
- Забезпечення раціонального розселення та сталого розвитку населеного пункту;
- Визначення територій з особливою цінністю та встановлення обмежень на їх використання;
- Розроблення заходів щодо охорони довкілля та раціонального використання природних ресурсів;
- Розроблення заходів щодо пожежної та техногенної безпеки.

Звіт про стратегічну екологічну оцінку оприлюднено на офіційному вебсайті Херсонської обласної державної адміністрації департаменту екології та природних ресурсів для одержання зауважень і пропозицій громадськості.
Громадські обговорення:
- Початок: 29 листопада 2019 р.;
- Закінчення: 28 грудня 2019 р.;
- Слухання: 28 грудня 2019 р. о 10:00 в приміщенні Бериславської міської ради (каб. № 10) за адресою: вул. Героїв України, 244, м. Берислав, Херсонська область.

Термін подання зауважень і пропозицій: 30 днів з дня публікації повідомлення.
Адреса для подання зауважень і пропозицій:
- 74300, Херсонська область, м. Берислав, вул. Героїв України, 244, Бериславська міська рада.
- Відповідальна особа: Шаповалов О. М.

Протокол засідання архітектурно-містобудівної ради ХОДА
Дата: 26 грудня 2019 року;
Номер: 14;
Організатор: Архітектурно-містобудівна рада при управлінні містобудування та архітектури Херсонської обласної державної адміністрації;
Проєкт: Генеральний план м. Берислав Херсонської області;
Замовник: Бериславська міська рада;
Проектна організація: ПНПФ «Херсонпроект»;
Доповідач: Молчанова І. А., головний архітектор проєкту.
| Показник                                      | Одиниця виміру | Існуючий стан | Проектний стан (2039 р.) |
| Населення                                     | Осіб           | 2098          | 3066                     |
| Територія в межах населеного пункту           | Га             | 418,4762      | 427,5394                 |
| Житлова забудова                              | Га             | 209,2040      | 267,5148                 |
| Громадська забудова                           | Га             | 6,4396        | 7,8921                   |
| Виробнича територія                           | Га             | -             | 4,6200                   |
| Комунально-складська територія                | Га             | 8,8048        | 4,5494                   |
| Землі сільськогосподарського виробництва      | Га             | 0,7175        | 0,7175                   |
| Транспортна інфраструктура                    | Га             | 0,0174        | 5,1538                   |
| Інженерна інфраструктура                      | Га             | 20,4868       | 20,5466                  |
| Ландшафтно-рекреаційна та озеленена територія | Га             | 74,2400       | 74,2400                  |
| Парки та бульвари                             | Га             | 5,6086        | 8,0461                   |
| Стадіони та дитячі майданчики                 | Га             | 2,4110        | 2,4810                   |
| Осокорівський ДНЗ «Барвінок»                  | шт/місць       | 64            | 64                       |
| Осокорівська загальноосвітня школа            | шт/учня        | 360           | 360                      |
| Клуб                                          | Шт             | 1             | 1                        |
| Водопостачання (арт. свердловини)             | Шт             | 4             | 4                        |
| Потреба у воді                                | м³/добу        | 403,25        | 505,89                   |
| КНС біологічної очистки                       | Шт             | -             | 1                        |
| Обсяги твердих побутових відходів             | т/рік          | 150           | 1413,43                  |
| Кладовище                                     | Га             | 5,1054        | 6,9954                   |
| Звалище ТПВ                                   | Га             | 1,7000        | 1,7000                   |
| Захист території від підтоплення              | Га             | -             | -                        |
| Підсипка території                            | Га             | -             | 23,0000                  |
| Протиерозійні заходи                          | Га             | -             | 8,0000                   |
| Освоєння територій з просадними ґрунтами      | Га             | -             | 19,0000                  |
| Освоєння сейсмічних територій                 | Га             | -             | 19,0000                  |
| Дощова каналізація                            | Км             | -             | 0,26                     |
| Очисні споруди комунальної каналізації        | Шт             | -             | 17                       |
| Обсяги твердих побутових відходів             | тис. т/рік     | 0,34          | 0,37                     |
| Полігони                                      | кількість      | 1 існуючий    | 1 існуючий               |

Рекомендації: Отримати висновки відповідних державних органів та служб.
Рішення: Рекомендувати до затвердження Генеральний план м. Берислав Херсонської області з врахуванням наданих пропозицій.
24 квітня 2020 року Бериславська міська рада оголосила про початок громадських слухань щодо науково-проєктної документації «Історико-архітектурного опорного плану м. Берислав, Херсонської області». Метою слухань є врахування громадських інтересів під час розроблення містобудівної документації, зокрема визначення меж і режимів використання зон охорони пам'яток та історичних ареалів.
Документація розроблена ПНПФ «ХЕРСОНПРОЕКТ» відповідно до рішення міської ради від 8 травня 2018 року. Замовником є Бериславська міська рада.
Ознайомитися з документацією можна в приміщенні міської ради або на офіційному сайті. Громадські обговорення тривали з 24 квітня по 24 травня 2020 року, а слухання відбулися 26 травня 2020 року. Пропозиції та зауваження приймалися до 24 травня 2020 року.
26 травня 2020 року в залі засідань Бериславської міської ради відбулися громадські слухання щодо проекту науково-проєктної документації «Історико-архітектурний опорний план м. Берислав, Херсонської області». Місто Берислав внесено до Списку історичних населених місць України постановою Кабінету Міністрів від 26 липня 2001 р. № 878, що зобов'язує розроблення та затвердження відповідної документації.
Розробником плану є ДП «Всеукраїнський науково-методичний та дослідно-інформаційний центр архітектурної спадщини» (м. Київ). Головний архітектор проєкту, Євсєєва Тетяна Миколаївна, представила межі та режими використання зон охорони пам'яток, історичних ареалів, охоронних зон археологічного культурного шару та зон регулювання забудови.
Згідно з планом, визначено два історичних ареали: «Кизикермен» (3,849 га) та Центральний історичний ареал (22,477 га). У південно-західній частині міста окреслена зона охорони археологічного культурного шару. Встановлені зони регулювання забудови навколо пам'ятки архітектури національного значення «Свято-Введенська церква» (16,270 га).
Деякі історичні об'єкти міста запропоновані для внесення до Державного реєстру нерухомих пам'яток України. Результатом слухань стало схвалення історико-архітектурного опорного плану міста Берислава.

## Історія

### Стародавній період

#### Первісний період
Історія Бериславщини відома з археологічних досліджень, що були проведені в кінці XIX — початку ХХ ст. Вони включали відкриття археологічних пам'яток та їх розкопки, особливо у 40–50–х роках. Дослідження зосереджувалися на поселеннях та могильниках часів бронзи (II тисячоліття до н. е.) та перших століть нашої ери. У 80–ті роки було виявлено 5 місцезнаходжень, що свідчать про перебування людей на території Бериславщини у ранньому (палеоліті) та середньому (мезоліті) кам'яному віці.
Біля Берислава знаходяться кургани бронзової доби 3–2 тис. до н.е (Бериславські поселення та могильник). За поширеною версією в цій же місцевості існувала давньогрецької колонія Мілетополіс (або ж Ольвіополіс), згадувана Плінієм Молодшим.
Після завершення піку похолодання останньої льодовикової епохи, що мав місце біля 18–20 тисяч років тому, на території наших степів утворилися холодні сухі степи періоду пізньольодовиків'я. Величезні стада первісних бізонів та диких коней пересувалися тут щорічно згідно своїх сезонних циклів, міграції.
У наступну археологічну епоху — в неоліті (новому кам'яному віці) — до мисливства додаються землеробство й скотарство, які наприкінці епохи стають домінувальними. Від палеоліту до неоліту, люди змінювали свої знаряддя праці, від каменю до металу, що підтверджується археологічними знахідками.
У період епохи енеоліту (який для Херсонщини датується часом від кінця першої половини 4 тис. до н. е. по середину 3 тис. до н. е.) — на Херсонщині мешкали племена кількох скотарських археологічних культур — азово–дніпровської, середньостогівської, кемі–обінської, нижньомихайлівської, ранньоямної. Енеолітичні племена розвивали землеробство, скотарство та виготовлення посуду. З початком 1 тис. до н. е., з'явилися перші мідні та бронзові вироби.
У 17–16 ст. до н. е. територія Херсонщини, як і більша частина території України, була заселена племенами культури «багатоваликової кераміки».
Епоха бронзи на Бериславщині була відзначена катакомбною та шнуровою керамікою. Після зникнення Трипілля, з'явилися середньостогівські культури, які згодом об'єдналися з кемі–обинською та ямною культурами. Їхні пам'ятки збереглися в ряді сіл, а антропоморфні стели були знайдені в курганах. Велика стела була виявлена в 1953 році біля Берислава.
Ці культури, що належали до індоєвропейських племен, існували протягом III–II тис. до н. е. Вони заволоділи Північним Причорномор'ям, проникли в Центральну та Північну Європу, а також досягли Індії. Шнуровики, переважно кочовики, змішалися з трипільцями, які займалися землеробством. Їхній світогляд став войовничим, а головним божеством став бог грому. Потомки цих племен проживали в ряді населених пунктів.
У XV–XIII ст. до н.е. Херсонщина перебувала у зоні співіснування двох культур — зрубної та сабатинівської. У XVI–XII ст. до н.е. населення зрубної культури зайняло всю територію. Вони вели осілий спосіб життя, займалися землеробством і скотарством. Їхня кераміка мала форму банки, орнаментована хрестами, прямокутниками, свастиками та схематичними зображеннями тварин. На Херсонщині зрубна культура поділялася на сабатинівську і білозерську. На Бериславщині відомі курганні поховання. Сабатинівці та білозерці залишили скарби бронзових виробів і зливків, зокрема бериславський скарб 1925 року, що складався з 7 сокир, 7 серпів і 42 бронзових злитків вагою 24 кг.
Бронзоливарну справу розвивали металургійні центри біля Берислава. Зростання кількості зброї та дорогих виробів свідчить про майнову нерівність. Символи влади, такі як булава та бойова сокира–молот, знайдені в Дрімайлівці, Миколаївці, Одрадокам'янці, Республіканці. Парні поховання свідчать про посилення батьківського права, а шлюб стає патрилокальним.
Наприкінці II ст. до н. е. разом з білозерською культурою на Херсонщині закінчується доба бронзи.
На початку І тис. до н. е. відбулися значні зміни в господарстві, культурі та побуті Бериславщини. Замість бронзових знарядь з'явилися залізні. Першими, хто зафіксований в писемних джерелах, були кіммерійці, відомі своїми війнами з Ассирією, Урарту, Лідією. Поховання кіммерійців відомі в Львові, Миколаївці, Дрімайлівці, Саблуківці, Червоному Яру.
Таким чином, рубіж століть збігається з одного боку з переходом носіїв білозерської культури до кочового скотарства, а з іншого боку —початку на Херсонщині залізного віку. Тобто, починається нова епоха, з якою закінчується на Бериславщині історія первісного суспільства.

### Період кочівників
Скіфська доба на Бериславщині відома могилами та городищами. Існують дві версії формування скіфської держави, пов'язані з високим рівнем економіки сабатинівців, білозерців і чорноліських племен.
Геродот вважав, що скіфи завжди проживали тут, а скіфи–кочовики були прийдешніми. Вчений В. І. Абаєв стверджує, що пращури скіфів мігрували з Північного Причорномор'я до Інду та Китаю, а потім повернулися.
Скіфи називали себе «сколотами» і жили в укріплених городищах, займаючись землеробством. Вздовж правого берега Дніпра на 380 км зафіксовано 64 поселення і 18 городищ VII–VI ст. до н. е. Залишки городищ знайдені в Республіканці та Миколаївці.
Бериславщина, ймовірно, входила до складу держави скіфів–орачів, які жили біля грецьких міст і вирощували хліб для продажу. У скіфський період відбувалися битви, зокрема, похід перського царя Дарія в 513 р. до н. е. Кургани вождів свідчать про міцність скіфської держави.
Сарматські поселення в нижній Бериславщині відомі з першого тисячоліття нової ери. Сліди їх присутності знайдені в Ольгівці, Львові, Чайкиному та Тараса Шевченка. Сармати, відомі як пізні скіфи, були конгломератом різних народів і племен, включаючи фракійців, слов'ян, балтів, готів, гепідів. Вони також відомі як алани, аорси, роксолани.
У III ст. германське плем'я готів з острова Скандзи поселилося на півдні від Дніпра, в Причорномор'ї, яке вони називали «Ойум» («заливні луки»). Готи об'єднали більшість племен, що жили в Україні, їхні сліди в археології позначені вельбарською та черняхівською культурами. Вони були військовою силою в походах на Римську імперію і швидко захопили Крим. Під керівництвом короля Германаріха готи створили державу, столицею якої був Данпарштад на Нижньому Дніпрі, ймовірно, Берислав.
У 1951–53 рр. археологи В. Бодянський і Є. Махно розкопали городище палацового типу на околиці Берислава. Воно займало 8 га і містило палац, культовий будинок та господарські споруди. Недалеко від городища були виявлені два поселення черняхівського типу і могильник.
Можливою столицею готів було Башмацьке городище в Дніпропетровській області, де археологи виявили велике поселення черняхівців. Подібні городища знайдені у Харківській та Миколаївській областях.
Скандинавські саги згадують про «Скарби незліченні, поселення на Данпрі», що може вказувати на Берислав як резиденцію готських королів. З карти Клавдія Птолемея видно, що Берислав був скіфським містом, а пізніше готським.
У IV ст. готи переправляються через Дунай, а їх місце займають слов'яни. Після антів степовий простір на півдні займають уличі — змішані племена сарматів, гунів і слов'ян. Уличі мали 318 міст, вони населяли територію від Берислава до Інгульця. Археологічні знахідки підтверджують існування городищ і селищ по Дніпру і Бугу у VIII–ХІ ст.

### Період Османської імперії

#### Таванська переправа
Таванська переправа, відома як Казикерменський перевіз або Бериславський чумацький тракт, існувала з доісторичних часів. Вона здійснювалася через Дніпро на острів Тавань, а потім через рукав Дніпра Конку на протилежний берег. До XV ст. генуезькі купці використовували цю переправу для торгівлі з центральною і північною Україною.
Михалон Литвин, дипломат Великого князя Литовського, у своїх записках 1615 р. вказує на значення Таванської переправи як основного шляху для торгівлі з Азією, Персією, Індією, Аравією і Сирією. Він також згадує про митницю, що існувала на переправі, де збирали мито з купців.
З переходом цих земель під владу Кримського ханства перевіз отримав назву Діван–Гечіт або Діван–Гечіді. На мапах XV–XVI ст. Тавань показана як головний пункт києво–кримського торговельного шляху. Французький військовий інженер Гійом–Левассер де Боплан у 1650 р. називає Таванську переправу «найкращою» з–поміж п'яти на Дніпрі.
Таванська переправа була важливим місцем для військових і торговельних суб'єктів Північного Причорномор'я, включаючи українців, поляків, кримських татар, московитів, турків. Існують документальні свідчення про її використання, наприклад, у 1523 році козацькі загони Семена Полозовича і Криштофа Кмитича блокували татарське військо на Тавані протягом тижня.
У 1588 році князь Вишневецький перейшов до Таванської переправи. У 1644 році, під час походу коронного гетьмана Станіслава Конецпольського проти ханату, татари зайняли переправу через Дніпро біля Тавані. У 1695 році татарський загін переправився біля Кизикерменя через Дніпро.
Богдан Хмельницький, готуючись до Визвольної війни, переправлявся через цю переправу, щоб знайти підтримку хана. Після Полтавського погрому 1709 року московські купці домоглися дозволу не заїжджати у Січ, щоб не платити козакам мито. Запорожці знову відібрали право на прибутки від перевозу, і всіх, хто їхав до нього, відсилали насильно у Січ.
Таванська переправа, активно використовувана протягом XVIII ст., була важливим місцем для запорожців після Константинопольського миру 1700 р. Вони влаштували тут свій перевіз, а з 1724 р. тут ходили 4 пороми. Після початку колонізації Південної України Російською імперією, Бериславська переправа була узята на утримання державою.
У 1785 р. було вирішено спорудити кам'яну дорогу з мостами і наплавний міст через Дніпро. Протягом 1810–1811 рр. було розрито гору для полегшення переправи. Згодом, Кримське Соляне правління взяло на себе завідування переправою. У 1822 р. було вирішено назначити площу на горі для зручності перевезення солі з Криму. Згодом виникла ідея збудувати у Бериславі магазини гуртового продажу солі і соляні склади.
Бериславська переправа була важливим місцем для транспортування солі з Таврійської губернії. За даними з 1847–1858 років, щорічно переправлялося в середньому 37086 хур із сіллю, 15822 з іншим вантажем, 32563 порожніх хур і 82281 голів худоби.

### Фортеця Кизи–Кирмен

#### Улус Джучіі Литовсько-руське князівство
У XIV сторіччі місцевість набула стратегічного значення завдяки Соколиній переправі через Дніпро. За часів Тохтамиша біля неї була зведена ханська резиденція Догангечіт. Поселення було зруйноване під час війни Тохтамиша з Тамерланом. На початку XV століття князь Вітовт заснував на її місці власну фортецю і митницю, яку на його честь називали «Вітовтовою митницею» (можливо зіграла співзвучність тюркського слова «доган» — «сокіл» і італійського «догана» — «митниця»).
У X–XII ст. Бериславщина перебувала під впливом тюркських народів: печенігів, половців, татар. Острів біля Берислава назвали Тавань.
Щодо турецько–кримсько–татарської доби, важливо відмовитися від стереотипу про Кримське ханство як ворога українців. Історія взаємовідносин українців та кримсько–татарського народу є складною та неоднозначною. Відомі численні факти дружби, взаємодопомоги та взаємопідтримки двох народів. Не варто забувати, що ми живемо в одній державі, і немає іншої Батьківщини для українців та кримських татар.
У XII–XIII ст. переправа через Дніпро була у слов'ян–бродників. У 1393 р. хан Тохтамиш побудував переправу на Тавані. У 1398 р. Вітовт збудував на Дніпрі фортецю святого Івана. Після поразки на Ворсклі 1399 р. Вітовт посилив свої позиції на Дніпрі. У 1404 р. він побудував митницю на Таванській переправі. Після смерті Вітовта (1430 р.) татари прибрали його митниці до своїх рук і збудували форпост Кизи–Кермен.
У кінці XV ст. більшість Херсонщини перебувала під владою Кримського ханства. Татари збудували фортеці Тягин, Бургун, Іслам–Кермен на Дніпрі, контролюючи відомий з часів Київської Русі перевіз Таванський. Запорожці, які з'явилися вище за течією, стали загрозою для перевозу.
Після переходу Правобережної України під владу Великого Князівства Литовського у XV ст., князь Вітовт збудував тут митницю. Існує також версія про заснування на о. Тавань фортеці святого Іоанна. У 1492 р. вони напали на турецький корабель біля сучасної Тягинки, що стало першим письмовим свідченням про їхнє існування.
Тягинка, татарське поселення та укріплення, вже існували на той час. Її заснування приписують туркам або генуезцям. Дмитро Яворницький вважав, що фортецю збудовано у 1491 р. і її назва походить від тюркського «тегенек» ― будяк, терник.
Іслам–Кермен, ще одна фортеця, з'явилася близько 1492 р. (або 1505–1506 рр. за деякими джерелами). Її назву можна перекласти з турецької як «Лев» або «Юнак». Ця фортеця, ідентифікована з постскіфським городищем біля с. Любимівка Каховського району, була заснована ханом Шахін–Гіреєм. Вона служила захистом для татарських вояків, які переправлялися через Дніпро.
Ці фортеці залишаються важливими місцями до сьогодні. Вони служать притулком і зручним місцем для переправи. У фортецях є човни і баркаси, а також кілька сараїв і питтєвих будинків. Це є крайній рубіж кримських земель, де зустрічаються хоробрі воїни, які завжди борються з поляками, московитами і бунтівливими козаками.

#### Козацькі і кримськотатарські часи
Іслам–Кермен був важливим перешкодою для запорожців, що намагалися дістатися до Чорного моря та соляних ям. Козаки регулярно атакували цю фортецю, спокушені можливістю здобути здобич. У 1556–1557 роках Дмитро Вишневецький (Байда) захопив Іслам–Кермен, винищивши населення і вивізши гармати на Січ. Того ж року об'єднані сили московських та запорозьких козаків захопили фортецю, здобувши значну кількість коней та артилерії. Похід 1576 року під проводом отамана Богданка (Богдана Ружинського) був невдалим через передчасний вибух вибухівки у підкопі під стіною.
Від постійних нападів запорожців, мусульмани вирішили побудувати ще одну фортецю напроти Іслам–Кермену через Дніпро, на місці сучасного Берислава. Назва цієї фортеці, Кизи–Кермен, є предметом дискусії серед дослідників. Незважаючи на різні трактування, вважається, що назва фортеці була пов'язана з іменем її засновника ― високого кримського можновладця. Щодо року побудови Кизи–Кермену, думки дослідників розходяться від 1450 до 1665 року. Фортеця часто руйнувалася козаками, а потім відбудовувалася. Згадується, що хан Мухамед–Гірей ІІІ пропонував побудувати низку фортець на обох берегах Дніпра для стримування запорожців.
У XIV столітті хан Тохтамиш–Гєрай заснував фортецю Доган–Гечіди. Після поразки від Тімур–Ленка, фортецю відновив Вітаутас і назвав її Сім Маяків. Зараз від фортеці залишилися лише фрагменти кам'яної кладки.
У XV столітті фортеці на південних кордонах Великого князівства Литовського почали занепадати через адміністративні зміни, зокрема ліквідацію Київського князівства.
Оттоманська Порта, новий завойовник на Півдні, завоювала Молдавське князівство в 1484 році. Султан Баязид II Велі здобув фортецю Аспрокастро, перейменувавши її на Аккерман, та збудував фортецю Газі–Керман на Дніпрі. Фортеці Аккерман та Килія стали убезпеченими від козацьких набігів.
У 1500 році в Османській імперії почалася громадянська війна, яка завершилася зреченням Баязидом II Велі престолу. Козаки здобули фортецю Доган–Гечіт і зрівняли її з землею. Вони контролювали цей плацдарм протягом близько 90 років.
У 1504 р. кримський хан Менглі–Гірей планував збудувати на Тавані велике місто, але цього не сталося. Мрії Вітовта про приєднання Північного Причорномор'я до Литовського князівства не здійснилися.
В 1593 році, після спалення Томаківської Січі, кримські хани відновили контроль над Таванською переправою. У 1596 році хан Газі–Герай відновив фортецю Газі–Керман, але вона знову була зруйнована козаками. Французький військовий інженер Гійом–Левассер де Боплан у своєму «Описі України» вже не згадує про фортецю.
У середині XV століття поселення опинилося під владою Кримського ханства, а в кінці XVI століття — османів, які збудували тут кілька фортець, однією з яких була Кизикермен (Казикермен) для оборони Кримського ханства і Османської імперії від походів запорозьких козаків. У 1695 р. фортецю здобули козацькі полки гетьмана Івана Мазепи. Давня запорозька назва Берислава — Таванська переправа (Таванський Перевоз), що отримала назву від острова Тавань.
У середині XVII ст. турки та кримські татари мали дві фортеці у пониззі Дніпра ― Кизи–Кермен та Іслам–Кермен, а також дві менші ― Тягин і Бургун. Останню збудували близько середини XVI ст. На острові Тавань, що зник наприкінці XIX ст., було споруджено ще два укріплення: Мустріт–Кермен та Мубарак–Кермен.
Основним форпостом у пониззі Дніпра став Кизи–Кермен, керований казикерменським беєм, представником султанського уряду. Він контролював усі інші укріплення.

Навколо фортець проживали рибалки, чабани, купці, ковалі, які при небезпеці ховалися за міцними мурами.

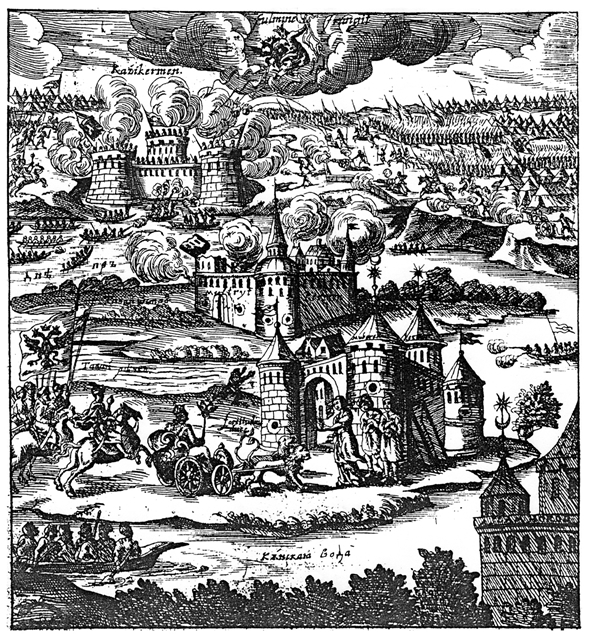
Облога Кази-Кермена в 1695 році

У XVII столітті козаки постійно нападали на дніпровські фортеці. Іслам–Кермен був значно пошкоджений після штурму Ружинським, але відновлений у 1627 році. Наступного року гетьман Михайло Дорошенко захопив його, перебивши всіх мусульман і зруйнувавши фортецю. Під час Визвольної війни проти Польщі, Богдан Хмельницький дозволив відновити фортецю.
Щоб ускладнити козакам прохід водним шляхом, мусульмани між Кизи–Керменом та Іслам–Керменом натягували залізні ланцюги. Запорожці часто обдурювали мусульман, прориваючись через ланцюги. Запорожці ворожили подніпровським городкам, які заважали їм, і закликали знести Кизи–Кермен.
У 1642 році Евлія Челебі відвідав руїни Газі–Кермана. Він та хан Іслам–Герай переправилися через Дніпро, оглянули територію фортеці Доган і визнали її неприступною. Хан висловив думку про необхідність зведення фортеці для захисту від козацьких набігів. Вони відвідали руїни фортечної брами, де Челебі побачив мармурову плиту з написом про заснування фортеці в 1484 році.
На зворотному шляху хан пошкодував про відсутність фортеці на Дніпровій кручі. Запорожці зав'язали бій, внаслідок якого було втрачено багато воїнів і майна.
Незважаючи на руїни Газі–Кермана, Таванська переправа продовжувала функціонувати. У 1648 році нею скористався Богдан Хмельницький для переговорів з ханом Іслам–Гераєм. У 1649 році Османська імперія уклала «морський договір» з Військом Запорозьким, але через війни в Україні, угода не була реалізована. Ідея відновлення фортеці Газі–Керман знову стала актуальною для Оттоманської Порти.
За свідченням Евлія Челебі, у 1665–1666 роках під керівництвом Сулеймана–паші та за наказом Мехмеда–паші Кепрюлю зібралася армія в 150 тисяч воїнів. Фортеця стала неприступною і сильно укріпленою. Сулейман–паша не лише відбудував Газі–Керман, але й розширив його, додавши ще одну лінію оборони. Фортеця має два ряди стін, внутрішню частину з близько 170 будівель, дві брами та велику кількість гармат. Вона розташована на крутому березі Дніпра, як сокіл, що чигає на здобич.
Згідно з Челебі, пізніше у фортеці з'явилися маленькі ятки, шинки, приміщення для бузи, лазня–хамам та заїжджий двір. Мури фортеці прикрашали написи–таріхи, що висловлювали бажання захисту від ворогів. У Херсонському музеї зберігається плита з зображенням битви турка з європейським воїном. Це, ймовірно, молдавська робота, оскільки Газі–Керман будували молдавани та волохи. Плита, можливо, прикрашала одну з будівель фортеці як символ перемоги Османської імперії. Назва фортеці на карті 1764 року ― «Кизил–Керман» ― «Червона фортеця», можливо, через червонувате забарвлення місцевих скель. Існує також версія назви ― «Кадій–Керман», що перекладається як «Суддівська фортеця».
У 1660 році запорожці захопили фортецю Ослам, порубали частину мешканців і взяли інших у полон.
У 1667 році 300 січовиків напали на Аслам–городок, побили близько 50 мусульман і захопили багато стад корів, овець, коней.
У 1670 році Іван Сірко не зміг взяти Кизи–Кермен через відсутність великих гармат.

### Російські часи

#### Заснування Берислава
У 1717 році кримський хан передав Таванський перевіз запорожцям, і Кизи–Кермен почав розвиватися. Після переходу запорожців під російський протекторат у 1734 році, вони заснували Нову Січ на Підпільній. У війні 1735–1739 років Кизи–Кермен став базою для армії Мініха та його запорозьких союзників. У 1775—1783 роках Кизикермен був центром Казикерменського повіту. План реконструкції Кизи–Кермена у бастіонну фортецю не здійснився. Флотилія Мініха, що базувалася в Кизи–Кермені, планувала похід на Стамбул. Але плани Мініха зірвала чума. Після відступу, кораблі прибули до Кизи–Кермена, де вирішили знищити укріплення. За зиму всі солдати й козаки вимерли від чуми, а судна затонули. У 1765 році хан Селім–Герай вирішив відновити контроль над Кизи–Керменським перевозом. Це викликало конфлікт, який було вирішено компромісом. Після війни з Османською імперією, Катерина ІІ вирішила ліквідувати Запорозьку Січ. Згідно з планом, загін генерала Лопухіна блокував територію від Олександрівського шанця до Кизи–Кермена.
Після ліквідації Січі, команда гетьманських козаків була відправлена до Кизи–Кермена. Містечко продовжувало розвиватися, збільшуючи населення завдяки переселенцям.
У 1783 році сюди перевезли дерев'яну Воскресенську церкву, яка збереглася до сьогодні.
У 1784 році Кизи–Кермен став містом Бериславом. Залишки колишньої фортеці почали розбирати на будівельні матеріали. На території знаходяться цікаві археологічні знахідки, включаючи шийну печатку з арабськими літерами. У 1995 році було розроблено проект меморіалу на честь здобуття фортеці Газі–Керман, але його реалізація ще не відбулася.
В 1786 році, коли Катерина ІІ відправилася в Крим. У цей час була видана книга «Путешествие её императорского величества в полуденный край России, предприемлемое в 1787 г.», де згадується Бериславль. За легендою, місто було засноване греками Мілезіянами, але підтверджень цьому не знайдено. Після цього в 1787 році вона відправилася до Петербурга. На початку ХІХ століття було спробувано відновити укріплення.

#### Шведська колонія
Переселення шведів в Україну відбулося у 1780–х роках за ініціативою князя Потьомкіна. Шведські селяни з острова Даго були переселені на землі колишнього Війська Запорозького. Полковник Іван Синельников, який виконував указ Катерини II, переконав 960 шведів переїхати в українські степи. Після тримісячної подорожі, вони оселилися в околицях Берислава.
Так з'явилася перша шведська колонія в Україні ― Старошведське. З 1800 року її жителям були надані права іноземних колоністів, а через чотири роки було засновано ще три шведські колонії. Це створило національний колоністський округ.
Шведи з'явилися в Україні в кінці XVIII століття. У XIX столітті в селі Альт–Шведендорф було 84 двори і 604 жителі, які володіли 3245 десятинами орної землі. Була побудована школа та лютеранська церква. Шведська громада збереглася до сьогодні, незважаючи на тісні стосунки з українськими та німецькими селами.
ДОКУМЕНТ
Висновки щодо еміграційного руху шведів у Старо–Шведській сільраді, Бериславського району, Херсонської округи:
1. «Еміграційний рух шведів зумовлений економічними причинами, зокрема недородом і не урожаєм. Неправильний підхід до шведського села як до куркульського сприяв поширенню цього процесу;
2. Відсутність правильного керівництва в шведському селі призвела до зміцнення єдиного національного фронту під керівництвом пастора та куркульської верхівки;
3. Культурно–національні вимоги та потреби шведського населення були недооцінені органами влади;
4. Помилки та перекручування з боку органів радвлади та їх представників ускладнили положення в шведському селі;
5. Все вищенаведене дало можливість куркульській верхівці села на чолі з пастором використати незадоволення середняків останніми заходами радвлади.

Пропозиції щодо виправлення існуючого положення в шведських селах:
1. Провести господарчі заходи для піднесення бідняцьких і середняцьких господарств шведських сіл;
2. Вжити заходів до відриву бідноти з–під куркульсько–клерикального впливу та організувати розпорошену бідноту в КНС;
3. Провести систематичну роз'яснювальну роботу серед шведського населення національної політики радвлади.»

ДОКУМЕНТ
Лист шведських емігрантів з України до Центрального комітету по справах національних меншостей при ВУЦИК, 16 листопада 1929 року:
«Ми, емігранти з деревні Альт–Шведендорф, виїхали в Швецію 22 липня цього року. Ми змішаного німецько–шведського походження. Ми звернулися до Шведського уряду і полпреду СРСР з проханням про дозвіл на повернення в Україну. Ми просимо Нацмен і нацсекцію допомогти нам отримати дозвіл на повернення в Україну.
Підписали: Петер Генріхович Кнутас, Вольдемар Вільгельмович Утас, Іозеф Вільгельмович Утас, Адаліна Утас, Анна Утас, Емілія Кнутас.».
Клостердорф — німецька колонія поблизу Бізюкового монастиру, входить до шведського округу. Це рибальське село з простими будинками. Жителі працелюбні, але не багаті. Вони вивчають російську мову, але зберігають свою національність, незважаючи на спроби німців їх понімечити. Шведи відзначаються своєю чесністю і добродушністю. Вони займаються рибальством, платячи відкупну суму окружному приказу. Вони також варять хлібний квас, який подібний до пива за смаком і кольором. Шведи — вмілі ремісники, особливо ковалі і теслі. Вони виготовляють фургони, які цінуються так само, як і кичкасівські. Інші дві колонії, Мільгаузендорф та Шлангендорф, схожі на Клостердорф, але остання — католицька, а перші дві — лютеранські. Шлангендорф отримав свою назву через велику кількість змій, які там водилися під час первісного поселення.
Після знищення Запорізької Січі, Катерина II доручила Потьомкіну заселити Новоросійський край. Були розіслані емісари для вербування переселенців. У 1781 році Катерина II видала указ про переселення шведських селян з Гогенгольма. Потьомкін запропонував їм сприятливі умови, включаючи виділення землі, податкові пільги, матеріали для будівництва та допомогу при переїзді. За допомогою Ревельської канцелярії Синельников склав список бажаючих переселитися, яких було близько 960 осіб. Переселенці мали рушити 20 серпня 1781 року, але через невирішені майнові питання їх від'їзд затримався. Потьомкін надіслав новоросійському губернатору Язикову «ордер» про відведення землі та інші умови для шведських переселенців. Вони прибули до Решетилівки 26 листопада. На шляху та в зимових квартирах померло 86 осіб, але 880 осіб вижили.
У середині квітня колоністи почали роботу на відведених ділянках, отримавши продукти та посівний матеріал. Потьомкін наказав Язикову під наглядом майстрів з Курляндії спорудити будинки з плиточного каменю, щоб зберегти тип будівель, звичний для шведів. Потьомкін звернувся до пастора Європеуса з пропозицією поїхати на Південь України і одержав від нього згоду. Європеусу було видано церковний інвентар для створюваної шведської колонії. Російський уряд зробив все можливе для заснування першої шведської колонії на правому березі Дніпра поблизу Берислава, яка отримала назву Старошведської.
За царювання Павла І у 1800 р., шведам надали права «іноземних колоністів», а за Олександра І, у 1804 р., було засновано ще три шведські колонії. Чотири шведські колонії володіли 8709 дес. родючої землі, а окрузі належало 300 дес. У цих колоніях мешкало 585 осіб.
У другій половині 1920–х років, відомій як «Велика Перерва», відбувалося національно–культурне будівництво в молодих союзних республіках. В цей же період Наркомат земельних справ УСРР надав шведській сільраді кредитування та допомогу. Ця допомога включала посівний матеріал, який був наданий в обсязі, який бажали селяни, кредит на фураж, організацію дитячого харчування, обладнання амбулаторії та хати–читальні.
В роки репресій відбувався пошук «ворогів народу» в усіх сферах суспільства, зокрема серед корінних національностей. Справа 5060–ф/с, що зберігається в архівах обласної служби безпеки, свідчить про переслідування шведів за національністю з с. Старошведське Бериславського району. Вони були визначені як «шведська контрреволюційна націоналістична організація».
Незважаючи на це, влада продовжувала вважати їх «ворогами народу». Заарештовані лише через місяць з лишком — 5 вересня (якщо вірити протоколам допитів) — були викликані до слідчого для дачі показань. Протоколи допитів свідчать про те, що зустрічі з ним мали місце раніше. У затриманих немає найменшої спроби захистити себе, заперечити слідчому.
У 1926 році в Бериславському районі була створена єдина шведська сільрада. Її населення складали шведи, нащадки переселенців з острова Даго. Вони зберегли мову і традиції, а також бажання повернутися на батьківщину.
У 1928 році через посуху та недород виникла загроза голоду. Це спричинило посилення еміграційних настроїв. Шведи подали клопотання про виїзд у Швецію для збору допомоги, але отримали відмову. За результатами допиту, проведеного представниками радянської влади, виявилося, що шведи впевнені в тому, що їх відпустять, і знають, що в Швеції на них чекає земля. Вони не мали претензій до радянської влади.

#### Єврейська колонія
У 1800–х роках біля м. Берислав існувала єврейська колонія. Після проїзду двох верст та села Дрімайлівка, можна було в'їхати в колонію, де біля будинків посаджені дерева. Це єврейська колонія. Новий Берислав, населений вихідцями з Литви та Курляндії. Життя в колонії відрізнялося оригінальністю, але не залишало приємного враження. Відсутність інших національностей, окрім євреїв, робило колонію унікальною.
Після приїзду в колонію, можна було зустрітися з доглядачем, який навчав євреїв господарювати. Він пропонував квартиру, яка вражала своєю чистотою та видом на Дніпро. Ви також помічав, що довкола будинку ростуть кущі маслини та шипшини.
Євреї займалися дрібною промисловістю, але декілька з них успішно вели господарство, перетворюючи надані їм ресурси на засоби для торгівлі, замість того, щоб використовувати їх для землеробства.
Крім того, можна було зустрітися з євреєм, який намагався продати продукти за завищеними цінами. Якщо відмовитись від його пропозиції, він знижує ціни.
Новий Берислав розташований в гарному місці, але було помітно, що він забруднений. Євреї не доглядають за своїми подвір'ями та будинками, але деякі з них мають городи. Вони також тримають кози та візки для поїздок до міста та сусідніх сіл.
Була також група євреїв, які висловили незадоволення умовами життя в колонії, керованої меноністом. Вони стверджували, що не можуть жити без торгівлі, незважаючи на те, що уряд надав їм землю і гроші для створення землеробського господарства.
Євреї, які весь час жили в містах і займалися ремеслами, важко адаптувалися до сільського життя. Їхній перехід до землеробства був спровокований обіцянками уряду про забезпечення житлом, землею та засобами для переїзду. Однак теорія і практика не завжди збігаються.
В колонії була велика синагога і школа, де діти вчилися читати і писати єврейськими літерами. Ново–бериславська колонія складалася з двох типів євреїв ― литовських і курляндських, хоча останніх невелика кількість. Вони схильні до бурлакування, і коли б не пильне око меноніста, половина колонії стояла б пусткою.

Промисловість і ремесла ― дві галузі, властиві ізраїльському племені. Землеробство, як зазначено вище, не квітне серед народу, немов створеного для іншої мети. Однак є кілька євреїв, зокрема й шульц, у котрих землеробство доволі порядне.
Прохання
«До Його Величності, Генерал–губернатора Новоросійського та Бессарабського, Генерал–ад'ютанта та кавалера графа Михайла Семеновича Воронцова.
Від повірених товариства землеробів колонії Новий Берислав, Бороха Кагана та Абрама Мошевича.
Ми, землероби колонії Новий Берислав, звертаємося до Вашої Величності з проханням про допомогу у вигляді грошової допомоги для виплати за зимівлю худоби. Через навколишню бідність ми втратили можливість отримати належну нам худобу, яка була віддана на зимівлю.
Ми, від імені всього товариства наших вірителів, звертаємося до Вашої Величності з проханням про надання нам грошової допомоги для оплати зимівлі худоби, в такій же пропорції, як і в 1842 році, тобто по десять рублів сріблом на кожного господаря.
Борох Каган, Абрам Мошевич 27 квітня 1843 року.»

#### Італійці на Бериславщині
Після приєднання Південної України до Росії наприкінці ХVIII ст., представники різних національностей, включаючи італійців, брали участь у її заселенні. Ця історія починається у 1713 році, коли Велика Британія відібрала в Іспанії острів Менорка. Нова влада запросила на службу євреїв, греків–християн та італійців з Корсики. Однак у 1781 році, після війни за незалежність колоній у Північній Америці, іспанці повернули Менорку і вигнали всіх іноземців з острова.
Без притулку та роботи, вони відпливли до Ліворно, де опинилися у важких умовах. Частина з них повернулася на Корсику, де приєдналася до боротьби місцевого населення з новими володарями. У той час у Росії Катерина II з Потьомкіним вирішувала проблеми заселення Південної України. Вони дізналися про вигнанців з Менорки і розробили плани їх переселення до Херсона. За 1782–83 рр. до Херсона відправили 5 кораблів з 1056 переселенцями, більшість з яких були італійці.
Але невдовзі виявилося, що італійці не бажають займатися рільництвом. Вони почали розбігатися, і на початку 1784 р. в Зміївці залишилося лише 160 італійців. Вирішивши, що такий ненадійний елемент не можна тримати на прикордонні, царська влада переселила більшість італійців на північ — до Павлограду та Кременчука.
На початку ХIX ст. італійці знову з'явилися у Херсоні. Вони зарекомендували себе як вправні мореплавці, кораблебудівники, ремісники, кондитери.
№ 77, 13 червня 1810 р. Землевпорядник Юрков доповідає землеміру Херсонської губернії Петру Юрійовичу Анадольському про неможливість точного виконання плану перекопування гори на Бериславській переправі через скелясті породи. Завтра буде завершено першу половину гори.
№ 858, 30 листопада 1822 р. Цивільний губернатор Комстадіус просить Херсонського губернського землеміра поїхати до Берислава і призначити сквер на горі та дорогу для зручності солевозів.
Бурштин на березі Дніпра. Протоієрей Іоанн Назаревський повідомляє про знахідку бурштину на берегах Дніпра, особливо в німецьких колоніях. Бурштин знаходять після великого весняного розливу вод. Шматок бурштину, вагою 14 золотників, знайдений у 1841 році, був подарований Одеському товариству історії та старожитностей.

### Берислав і Східна війна
Східна (Кримська) війна 1853—1856 рр. включала Росію, Туреччину, Англію, Францію та Сардинське королівство. Чеченська держава під керівництвом імама Шаміля також відіграла важливу роль. Війна зосередилася на обороні Севастополя російською армією.
Берислав вніс внесок у воєнні події. Місто стало домом для сімей багатьох захисників Севастополя. Через Берислав до Криму йшли підкріплення. Поранені й хворі поверталися назад для лікування. У Бериславі було встановлено карантинний пункт і військовий шпиталь.
У Бериславі було поховано моряків 34, 35, 41, 42 флотських екіпажів, солдати різних полків. Зокрема, 10 лютого 1856 р. тут помер завідувач артилерійським депо Кримської артилерії полковник Олександр Іванович Іванов.
У часи Кримської війни, Берислав став важливим пунктом, де зосереджувалися великі маси військ, транспортів з хворими і різними припасами. Лікуванням хворих займалися сестри милосердя. Згадується, що в місті бував відомий лікар Микола Іванович Пирогов. Умови пересування були важкими через грязюку, замерзлу дорогу, мокрий пісок, круті гори та слизьку крижану дорогу.
Після війни, вдячні бериславці спорудили на братському кладовищі кам'яний хрест з написом: «Вокруг креста сего покоятся русские воины, умершие от ран и болезней, подъятых при защите Отечества в Крымскую войну 1853–1856 гг.» Пізніше тут постала і велична каплиця, яка разом з військовим кладовищем згідно Постанови Кабінету Міністрів України є об'єктом культурної спадщини Національного значення.
Указом імператора Олександра ІІ від 2 (14) березня 1856 р. надано Бериславу за тягарі, понесені у часи війни, протягом 10 років отримувати з міської оброчної статті, що залишалася за державною скарбницею, 2 664 крб. 27,5 коп. щорічно. Однак, виплати за наймання шпитальських приміщень так і не були здійснені.
Евакуйовані з Криму принесли з собою ще й тиф, унаслідок якого навіть у рік закінчення війни смертність у місті перевищила народжуваність на 289 осіб за тодішньої чисельності населення Берислава у 6 300 чоловік.

### Перші визвольні змагання
28 травня 1917 року у місті відбувся мітинг українців.

### Радянський період

#### Революція
Згідно Наказу № 8 Воєнно–Революційного Комітету м. Берислава від 18 квітня 1920 року:
«Всі лікарі, фельдшери, студенти медичних університетів, сиділки та сестри милосердя об'являються мобілізованими. Всі приватні особи, які мають термометри та клізмальні кружки, повинні їх передати відділу охорони здоров'я. Всі нетрудові елементи м. Берислава об'являються мобілізованими.».
Наказ № 06459/оп, 28 вересня 1920 р., Берислав, говорить таке:
- Інженер групи, дивізійний інженер 51–ї стрілецької дивізії, товариш Зуєв, призначений для координації інженерних робіт на Каховському плацдармі;
- Зуєву наказано продовжити роботу по виносці флангів плацдарма, забезпечити їх взаємозв'язок та створити загальну оборонну лінію.[90]

Відповідно до Наказу № 08/опс, 3 жовтня 1920 р., Берислав:
- Важливість координації роботи артилерії та піхоти підтверджена досвідом останніх бойових операцій;
- Піхотні частини повинні навчитися швидко та точно визначати відстані оглядом, відрізняти недоліт та переліт снарядів.[90]

Наказ Бериславської комгрупи  № 030/опс, 8 жовтня 1920 р., Берислав:
- Зуєву наказано розробити план протитанкової оборони, враховуючи можливість дій противника з 13 танками.
- Мінування дороги Каховка — Перекоп та дороги Терни — Цукур вже проведено.[90]

Наказ військам Бериславської групи про взаємодію артилерії з піхотою, 3 жовтня 1920 р., м. Берислав:
- Нещодавні бойові дії підтвердили важливість координації артилерії та піхоти. В умовах боїв на укріпленому Каховському плацдармі це особливо важливо;
- Піхотні підрозділи повинні допомагати артилерії своїм спостереженням, швидко і точно визначати відстані, розрізняти недостріли і прольоти снарядів;
- Командирам бригад Каховського укріпленого плацдарму було наказано ознайомити молодших командирів з видимими місцями за схемами та з артилерійських спостережних пунктів;
- Командирам усіх бойових ділянок було приділено увагу кулеметному захисту секторів.[90]

Наказ військам Бериславського угруповання про створення протитанкової оборони на Каховському плацдармі, 8 жовтня 1920 р., м. Берислав:
- Керівнику інженерної групи Зуєву було доручено розробити план протитанкової оборони з урахуванням того, що противник може використовувати до 13 танків;
- Мінування дороги Каховка — Перекоп і дороги Терни — хати. Виробляється цукур;
- Командиру групи Яновичу було доручено стріляти в щілини між ровами, щоб створити загородження проти танків;
- Повідомляється, що дорога Любимівка — Антонівка вже замінована.[90]

Наказ частинам 51–ї стрілецької дивізії про важливість Каховського плацдарму та загальне завдання дивізії, 13 жовтня 1920 р., м. Берислав:
- Ворог активний на лівому фланзі нашої армії в районі станції Токмак. Загальна активність противника передбачає його активні дії проти Каховського плацдарму;
- Важливим є значення плацдарму як відправного пункту майбутніх операцій дивізії та армії. Плацдарм має бути збережений;
- Загальним завданням нашої дивізії є активна оборона плацдарму, парирування спроб противника вести наступ і відкидання його назад;
- Всім командирам, військовим комісарам, червоноармійцям було доручено бути справжніми воїнами революції, виконувати завдання по обороні плацдарму.[90][96]

### Голодомори
У міжвоєнний період Берислав мав статус селища міського типу, був адміністративним центром Бериславської селищної ради Бериславського району Одеської області.
У селищі відбувались арешти українців органами ДПУ за розповсюдження чуток про голод. За даними різних джерел у місті під час Голодомору, проведеного радянським урядом у 1932—1933 роках, загинуло близько 10 осіб. Встановлено імена шести. Мартиролог, укладений на підставі свідчень очевидців Голодомору, опублікований у Національній книзі пам'яті України.
У ХХ столітті Україна пережила три голодомори ― 1921–1923, 1932–1933 та 1946–1947 років. Події 1921–1923 років менш відомі, хоча масштаби цієї катастрофи були величезні, особливо на півдні України та Херсонщині.
Смертні випадки від голоду на Херсонщині почалися ще з літа 1921 року. З настанням холодного січня 1922 року ситуація різко погіршилася. Вже на 1 лютого голова Бериславського ревкому доповідав про катастрофічне становище: з 25 тисяч населення голодували до 16 тисяч людей. З перших чисел весни почався повальний мор.
Відразу варто зазначити, що в офіційні зведення не входила величезна кількість померлих і похованих без усілякої реєстрації чи обрядів, зусиллями рідних на власних обійстях, а також померлих від вживання макухи, абрикосових кісточок, сурогатів. До цього лиха додалися холера й висипний тиф.
Єдино, від кого можна було чекати порятунку, були закордонні організації. Перші вантажі АРА (Американська адміністрація допомоги), Шведського червоного хреста, місії знаменитого полярного дослідника норвежця Ф. Нансена, єврейського «Джойнту» почали надходити до України навесні, коли голод був у розпалі.
Важко зараз назвати загальну кількість померлих. В одному з архівних документів зазначається, що ще у вересні 1922 р. з 7374 мешканців Берислава голодували 4790 людей. А у самому Херсоні навіть у грудні 1922–го голодували 27 тисяч людей, що становило 54 % населення міста. Подальші дослідження мусять виявити чимало нового в історії першого українського голодомору, дати відповіді на численні запитання. Але одна уже визначена однозначно. Це щодо причин тієї трагедії.
Безумовно, довгі роки І Світової і громадянської війни, розруха економічного життя, посуха негативно вплинули на урожай 1921 р. Та головною причиною було безупинне викачування більшовицьким керівництвом Москви усіх наявних ресурсів з України. Читаючи багатотомні опуси «вождя світового пролетаріату» В. Ульянова–Леніна, раз по раз здибуєш його вказівки своїм пахолкам в Україні: «Хліба, хліба, хліба!», «Продовжуйте, ради бога, з усієї сили добувати продовольство, організовувати спішно збір і зсипку хліба», «Усіма засобами просувати вагони у Петроград, інакше загрожує голод» [у Росії!], «Головне ― сіль. Усе забрати, обставити потрійним кордоном війська усі місця добування, ні фунта не пропускати»… Немає ліку подібним телеграмам. Сам «вождь» якось одного разу обмовився, що живе «особливо ясно усвідомлюючи і відчуваючи несправедливість обжерливості багатих селян в Україні». Звикнувши за десятиліття ніде не працювати, ніжитися на західноєвропейських курортах, він ніяк не міг збагнути, яка пекельна праця стоїть за тією міфічної «обжерливістю».
Улітку 1921 р. у поволзьких губерніях Росії почався голод, полетів рішучий наказ: «тепер головне питання усієї радянської влади, питання життя і смерті для нас ― зібрати з України 200—300 мільйонів пудів» і «негайно відновити відправку хліба на північ, не менше тридцяти вагонів у день». Догідливі члени «української» влади (де навряд чи стрінеш бодай одного українця), плазуючи, ухвалили з перевиконанням ленінського плану вантажити до Росії по 55 вагонів зерна щодня. І пішли тисячопудові вагони: з Миколаєва ― по 5, з Запоріжжя ― по 7. Тут варто нагадати, що ніякого Радянського Союзу ще не було (його «сколотили» аж в останні дні 1922 р.) і на словах більшовицьке керівництво твердило про якусь «незалежність» України.
Офіційна історія вказує, що політика ліквідації «куркуля» як класу була започаткована після виступу Сталіна у 1929 році. «Куркули» були розподілені на три категорії: активні вороги, найбагатші та ті, хто не виявив ворожих намірів. Вони були арештовані, ув'язнені, розстріляні або виселені.
Документи Державного архіву Херсонської області свідчать, що масове розкуркулювання почалося значно раніше, ніж вказано в офіційних документах. 25 лютого 1929 року комісія з розкуркулювання Бериславської сільської Ради провела акцію описування та вилучення майна «куркулів». Зокрема, було вилучено майно сім'ї Федора Ксенофонтовича Скрипки.
Після розкуркулювання, майно Скрипки було передано місцевій управлінській конторі та колгоспу «Вільна праця». Його будинок зараз розташований на вулиці Луначарського. Ціна, яку довелося заплатити за життя в Радянському Союзі, була висока: мільйони невинних людей були виселені та знищені, а їхнє майно було розділене між тими, хто залишився живим.

#### Інформаційний лист про розкуркулювання,16 лютого1930р.
«Бериславський районний виконавчий комітет Херсонського округу провів підготовчу роботу по розкуркулюванню. Збори проведено в усіх населених пунктах району, зокрема збори КНС, бідноти, колгоспників і середняків.
Розкуркулювання пройшло в усьому району, за виключенням двох німецьких сільрад. Розкуркулено 262 господарства, конфісковано робочих коней, молодих коней, корів, молодих корів, складних машин, нескладних машин, будинків, сараїв.
Куркульство залишилося винним державно–фінансовим організаціям на суму 7.895 крб. по усьому району.
Викривлення лінії партії під час розкуркулювання: в одному випадку чотири члени партії арештували куркулів, не давали їм їсти, після чого уночі вивели їх у двір і стріляли мимо голови з рушниці.
Секретар Бериславського РПК (районний партійний комітет) ― Дедичко, Голова Бериславського РВК (районний виконавчий комітет) ― Хріненко.», ― Інформаційний лист про розкуркулювання, 16 лютого 1930 р.

##### Підсумки ліквідації куркуля як класу по Херсонському округу станом на01.03.1930
З «Відомості про підсумки ліквідації куркуля як кляси по Херсонському округу станом на 1.03.30»
| Показник                            | Бериславський район | Качкарівський район | Разом  |
| Загальна кількість господарств      | 4053                | 10931               | 14984  |
| Кількість розкуркулених господарств | 260                 | 524                 | 784    |
| %                                   | 6,5 %               | 5,6 %               | 5,2 %  |
| Відібрано будівель:                 |                     |                     |        |
| – житлових                          | 250                 | 344                 | 594    |
| – господарчих                       | 432                 | 565                 | 997    |
| Оцінка за актами (в крб.):          |                     |                     |        |
| – житлових                          | 73387               | 50851               | 124238 |
| – господарчих                       | 43019               | 23191               | 66210  |
| Передано:                           |                     |                     |        |
| – колгоспам                         | 537                 | 903                 | 1440   |
| – громадським організаціям          | 145                 | 6                   | 151    |
| Відібрано коней                     | 320                 | 951                 | 1271   |
| Оцінено                             | 11905               | 32091               | 43996  |
| Відібрано корів                     | 188                 | 479                 | 667    |
| Оцінено                             | 13259               | 23192               | 36451  |
| Відібрано іншої худоби              | 10                  | 396                 | 406    |
| Оцінено                             | 455                 | 3352                | 3807   |
| Відібрано:                          |                     |                     |        |
| – молотарок                         | 10                  | 50                  | 60     |
| – оцінено                           | 455                 | 1792                | 2247   |
| – сівалок                           | 58                  | 185                 | 243    |
| – оцінено                           | 1407                | 4262                | 5669   |
| Іншого реманенту:                   |                     |                     |        |
| – відібрано                         | 909                 | 2420                | 3329   |
| – оцінено                           | 13169               | 32457               | 45626  |
| Разом в крб.                        | 15031               | 38511               | 53542  |
| Різного зерна та фуражу:            |                     |                     |        |
| – кількість                         | 8006                | 10676               | 18682  |
| – оцінено                           | 7464                | 9746                | 17210  |
| Інших цінностей на суму в крб.      | 21794               | 9815                | 31609  |
| Разом на суму в крб.                | 187249              | 190749              | 377998 |

### Німецько–радянська війна 1941—1945 років
20 червня 1941 року в районному Будинку культури відбувся випускний вечір, на якому 34 десятикласники привітали своїх учителів кошиками квітів. Відбувалася урочиста частина вечора, під час якої випускників вітали представники партійних, радянських установ. З напутнім привітанням виступив Герой Радянського Союзу Володимир Опанасович Назаренко. Після офіційної частини випускники продовжили святкування у шкільному залі, прикрашеному зеленню і квітами. Вони танцювали, сміялись, мріяли про майбутнє, уявляючи себе в різних професіях і місцях, включаючи геологічні розвідки, Північний полюс і навіть Марс.
Випускники були активними учасниками шкільного життя, займаючись спортом, художньою самодіяльністю, громадськими справами. Вони обговорювали театральні вистави, слухали музику свого однокласника–композитора Олексія Петренка, а найсерйозніші серед них були повноправними господарями фізичного та хімічного кабінетів.
Проте через два дні після випуску в їхнє життя увірвалася війна. Випускники звернулися до свого вчителя О. Ф. Бицая, який допоміг їм організувати комсомольський загін. Вони дісталися до Бердянська, де передалися до військової частини.
Випускники пройшли різними дорогами війни. Деякі з них загинули, деякі повернулися додому з бойовими нагородами. Після війни вони стали простими трудівниками різних галузей народного господарства. Незважаючи на те, що вони не стали відомими, їхній вклад у захист Вітчизни і працю в мирний час не забувається.
Берислав був окупований 26 серпня 1941 р. У балках поряд з скотобійнею на півночі міста відбувалися масові розстріли у 1941—1943 рр. (більше 1200 військовополонених та 400 цивільних). Знищення євреїв тривало у вересні-жовтні 1941 р., потім настала черга військовополонених. Також відбувалися окремі групові розстріли у ближніх селах. Поряд з Бериславом було створено концтабір для військовополонених, який містив близько 4000 ув'язнених. Бургомістром міста був призначений етнічний німець Йосип Йосипович Фальман, колишній бригадир, про якого у населення залишилися переважно добрі спогади. Під час відступу у листопаді 1943 р. німці примусово евакуювали більшість населення, яка повернулася після визволення.

### 1950–тіроки

#### Будівництво Каховської ГЕС
Одного разу Фомін та Коновченко, представники ради, їхали по району. Фомін помітив міражі, які сприймав за озера. Вони виїхали до Дніпра, де Коновченко розповіла про проблеми посухи в регіоні.
Ранкове засідання виконкому почалося з новини від Фоміна про будівництво Каховської ГЕС. Ця новина швидко поширилася по городу, викликавши радісні мітинги. Фомін провів день, їздячи по селах району, думаючи про майбутнє району та свою відповідальність.
Фомін оглянув зібраний хлопок на полі, який світився білим кольором. Він наголосив на необхідності швидкої сушки бавовни. Під час роботи на полі він обговорив з колгоспниками проблеми з постачанням і запрошує їх на засідання колгоспу. Він також знаходить приміщення для сушки бавовни в селі.
Під час роботи з меліораторами Фомін розповідає про свою першу зустріч з Болотним, директором машинно–меліоративної станції. Болотний пропонує допомогу з будівництвом греблі, а Фомін обговорює перспективи використання води для поливу полів. За кілька місяців меліоратори створюють в районі ставки, що стають базою для мережі зрошуваних ділянок.
Фомін, колишній вчитель літератури, а тепер голова Бериславського райвиконкому, після отримання поранення під Сталінградом, приїхав відпочивати в Орловську область. Він згодився стати завідувачем відділу народної освіти в Жиздрі, місті, що недавно було звільнено. Після закінчення відпустки Фомін повернувся на війну.
Бериславський район, який раніше відставав за зерновими, технічними культурами та виноградарством, у 1950 році став одним з кращих, обігнавши багато районів Херсонщини. Фомін і Коновченко, два керівники району, працювали разом протягом року і зрозуміли, що вони доповнюють одне одного.
У кабінеті Фоміна обговорюють питання про догляд за ветеранами війни та сім'ями загиблих. Фомін вважає, що потрібно більше допомагати заслуженим людям. Дормастук, голова міського ради Берислава, доповідає про підготовку до будівництва: близько п'ятисот місцевих жителів вже висловили бажання приєднатися до будівництва, в місто приїжджають нові люди, до пристані підходять баржі з обладнанням для дослідників.
Над Дніпром ― неяскравий день пізньої осені. Катер ріже хвилі сталевого кольору, обминаючи лісисті плавні. Фомін розмовляє з київським археологом про пошук пам'яток древності в районі майбутнього водосховища та каналів. З року в рік район буде дивовижно змінюватися разом з будівництвом, і нові, захоплюючі перспективи відкриються перед обраними народом — діячами місцевих Рад.

### Період незалежності

#### 1990–ті роки

##### Заява Шарантая Миколая Васильовича до комісії по реабілітації
Шарантай Николай Васильовича, народився у 1926 році, розповідає про свою сім'ю, яка була розкуркуленою близько 1930–1931 років. Він описує своє життя після цього, включаючи голод, роботу в колгоспі, службу в армії, смерть брата і повернення додому. Він просить розглянути його заяву. «МВС України, Управління Херсонської області (20.04.93 № 9/922): Шарантай Василий Григорьевич був висланий за межі України з родиною як кулак 8 червня 1931 року. Деталей про склад сім'ї, конфіскацію майна при розкуркуленні, зняття з обліку спеціального поселення в архівному досьє немає.». Державний архів Херсонської області (№ 04–1/63, 17.06.93): Шарантай Василій Григорійович був включений до списку кулацько–зажиточної верхівки Качкаровської сільради в 1930 році. Він до революції мав 90 дес. власної і 80 дес. орендної землі, експлуатував найманий труд, після революції займався перепродажем худоби. Шулежко Марія Григорівна (19.02.1993): Шарантай В. Г. був розкуркулений у 1930 році, відібрали його дім, двох коней, корів, інвентар, а сім'ю вислали на Урал. Його дім був зруйнований ще до початку Німецько–радянської війни. Полошко Яков Іванович (19.02.1993): Шарантай В. Г. і його сім'я були розкуркулені у 1930 році, у нього відібрали дім, двох коней, дві корови, свиню і одну вівцю. Сім'ю вислали на Урал. Комісія Бериславської ради народних депутатів по питаннях відновлення прав реабілітованих (30.07.93 № 63): Насліднику першої черги Шарантай Василя Григоровича виплатити грошову компенсацію за незбережене домострой 55 тис. карб. і 15 тис. карб, за незбережене вилучене майно.

#### Російське вторгнення в Україну (з 2022)
Берислав до вторгнення Росії в Україну було осередком освіти Херсонщини з двома коледжами.
Зараз місто зазнало значних руйнувань, заміновані околиці, відсутність комунальних послуг. Під час окупації в місті була гостра нестача продуктів та ліків. Після деокупації місто зазнало нових випробувань, зокрема, відсутності електроенергії та води. Зараз Берислав перебуває під постійними обстрілами, внаслідок яких багато будинків пошкоджено, є поранені та загиблі Багато людей в місті відмовляються покидати свої домівки, незважаючи на обстріли.

###### 24 лютого 2022 року
24 лютого 2022 року місто було окуповане російськими військами, які зайшли зі сторони тимчасово окупованого Криму.
На сторінці Херсонської обласної державної адміністрації у Facebook була оприлюднена оперативна інформація щодо ситуації у районах області. Основні події такі:
Бериславський район:
- Велика колона бронетехніки перетнула Каховську ГЕС та направилась в бік Великої Олександрівки;
- Стрілянина та активні бойові дії відсутні;
- Щодо перебування техніки в місті Берислав точна інформація відсутня.[122]

## Населення
Чисельність наявного населення станом на 1 квітня 2011 року складало 49521 осіб, у тому числі: сільське — 32309 осіб, або 65,2 %, міське — 17212 осіб, або 34,8 %.
Берислав на 2019 рік мав населення 12,4 тис. осіб.
| Рік         | 1897   | 1959   | 1970   | 1979   | 1989   | 2001   | 2016   |
| ----------- | ------ | ------ | ------ | ------ | ------ | ------ | ------ |
| Чисельність | 12 149 | 10 507 | 14 587 | 16 337 | 17 523 | 15 455 | 12 828 |

Національний склад населення (за результатами перепису 2001 року): українці — 89,4 %, росіяни — 8,7 %, роми — 0,5 %.

### Національний склад
Розподіл населення за національністю за даними перепису 2001 року:
| Національність  | Відсоток |
| --------------- | -------- |
| українці        | 89.43 %  |
| росіяни         | 8.71 %   |
| цигани          | 0.53 %   |
| білоруси        | 0.39 %   |
| вірмени         | 0.20 %   |
| молдовани       | 0.19 %   |
| інші/не вказали | 0.55 %   |

### Мова
Розподіл населення за рідною мовою за даними перепису 2001 року:
| Мова            | Кількість | Відсоток |
| --------------- | --------- | -------- |
| українська      | 13810     | 89.53 %  |
| російська       | 1559      | 10.11 %  |
| білоруська      | 17        | 0.11 %   |
| румунська       | 14        | 0.09 %   |
| вірменська      | 11        | 0.07 %   |
| циганська       | 8         | 0.05 %   |
| інші/не вказали | 6         | 0.04 %   |
| Усього          | 15425     | 100 %    |

За даними перепису 1897 року:
| Мова             | Чисельність, осіб | Доля     |
| ---------------- | ----------------- | -------- |
| Українська       | 8 852             | 72,86 %  |
| Єврейська (їдиш) | 2 639             | 21,72 %  |
| Російська        | 524               | 4,31 %   |
| Інші             | 134               | 1,11 %   |
| Разом            | 12 149            | 100,00 % |

## Органи влади

### Органи державної влади

#### Міська влада
Бериславська міська рада, вул. Героїв України, 244;
Бериславська міська державна адміністрація, вул. Героїв України, 244.

#### Районна влада
Бериславська районна рада, пл. Перемоги, 2;
Бериславська районна державна адміністрація, пл. Перемоги, 2.

### Правоохоронні органи
1. Бериславська окружна прокуратура Бериславського району, вул. Героїв України, 223;
2. Бериславське міжрайонне відділення управління служби безпеки України в Херсонській області;
3. Бериславський районний відділ поліції ГУ Національної поліції, вул. Гоголя, 6.[126]

#### Суд
Бериславський районний суд, вул. Центральна, 249.

### Контролюючі органи
Бериславська державна податкова інспекція Головного управління ДПС у Херсонській області, Автономній Республіці Крим та м. Севастополі, вул. Героїв України, 234;
Бериславське районне управління юстиції, вул. Центральна, 224.

## Економіка
Берислав має розвинуту промисловість: машинобудівний, механічний, масло-сироробний заводи, промкомбінат (виробництво цегли, черепиці та інших будівельних матеріалів), харчокомбінат.
У районі — посіви зернових (головним чином пшениці), виноградарство, розведення м'ясо-молочної худоби, рибальство.
У січні 2018 року, запрацювала перша у місті сонячна електростанція потужністю 8,2 МВт. Більше 30 тис. сонячних модулів генеруватимуть близько 10 МВт*год «чистої» електроенергії у рік.

### Промисловість

#### Енергетика
Бериславське відділення північного регіонального управління розподільних мереж, вул. Кримська, 50;
Бериславська дільниця Новокаховського міжрайонного управління ПАТ «Херсонгаз», пров. Промисловий, 1.

#### Підприємства
1. ВАТ «Бериславська ПМК–290»;
2. ВАТ "ДАК «Автомобільні дороги України», вул. Ярослава Мудрого, буд. 80;
3. ЗАТ «Бериславське АТП–16537», вул. Провулок Садовий, буд. 2;
4. Паливний склад ЗАТ «Херсоноблпаливо»;
5. ПАТ «Арселор Міттал Берислав»;
6. ПАТ «Бериславський елеватор», вул. Героїв України, буд. 300;
7. ПАТ «Бериславський машинобудівний завод», вул. Введенська, буд. 73;
8. ТОВ «Бериславбудсервіс», вул. Губайдуліна, буд. 11А, офіс 2;
9. ТОВ «Берислав–хлібозавод», вул. Центральна, 474;
10. Трудовий архів Бериславської міської ради, вул. Введенська, буд. 73;
11. Філія «Бериславський райавтодор» ДП «Херсонський облавтодор».[130]

## Соціальна інфраструктура

### Освіта і культура
Берислав має розвинену систему освітніх закладів — дошкільних, шкільних, позашкільних і навіть декілька вишів І–ІІ рівнів акредитації.

#### Дитячі садки
У місті діє 3 дитсадки:
1. Бериславський заклад дошкільної освіти (ясла–садок) комбінованого типу № 3 Бериславської міської ради, вул. Героїв України, 238;
2. Бериславський заклад дошкільної освіти (ясла–садок) № 4, вул. Введенська, 95а;
3. Бериславський заклад дошкільної освіти (ясла–садок) № 5 Бериславської міської ради, ал. пров. Севастопольський, 1.

#### Школи Берислава
В місті є два ліцеї і одна філія:
1. Бериславський ліцей № 3 Бериславської міської ради, вулиця Героїв України, 236;
2. Бериславський опорний заклад «Академічний ліцей» Бериславської міської ради, вулиця Героїв України, 266;
3. Філія Бериславського опорного закладу «Академічний ліцей» Бериславської міської ради, вул. Херсонська, 163.

Також у місті діє міжшкільний навчально–виробничий комбінат, вул. Героїв України, 227.

#### Бериславські заклади позашкільної освіти
1. Районна комплексна дитячо–юнацька спортивна школа імені В. К. Сергєєва, вул. Шевченка, 20;
2. Станція юних техніків, вул. Шевченка, 8;
3. Бериславська дитяча школа мистецтв Бериславської міської ради, вул. Гоголя, 1;
4. Комунальна установа «Інклюзивно–ресурсний центр» Бериславської районної ради, вул. Шкільна, 49;
5. Комунальна установа «Центр професійного розвитку педагогічних працівників», вул. Героїв України, 213;
6. Центр юнацької та дитячої творчості вул. Героїв України, 205.[134]

#### Заклади вищої освіти
Вищу освіту в місті можна здобути в:
1. Комунальний заклад «Бериславський медичний коледж», вул. Героїв України, 173;
2. «Бериславський фаховий педагогічний коледж ім. В. Ф. Беньковського ХДУ», вул. Слобідська, 45;
3. Бериславський професійний аграрний ліцей, с. Червоний Маяк, вул. Центральна, 22.

### Культурні заклади

#### Будинок культури
Головним закладом культури міста і району є Бериславський центр культури та дозвілля імені Тараса Шевченка БМР, вул. Гоголя 3а.

#### Бібліотеки
У місті діє декілька бібліотек. Одна з яких Бериславська публічна бібліотека Бериславської міської ради (вул. Героїв України, 264).

#### Музей
Зберігачем народної пам'яті Бериславщини є Бериславський історичний музей Бериславської міської ради, вул. Воскресенська, 2.

### Медичні заклади
Комунальне Некомерційне Підприємство «Бериславська центральна районна лікарня» Бериславської міської ради, вул. Героїв України, 124;
Комунальне Некомерційне Підприємство «Бериславський центр первинної медико–санітарної допомоги» Бериславської міської ради, вул. Героїв України, 124.

### Транспорт
В місті знаходиться автовокзал, вул. Героїв України, 192.
Місто також має розвинену мережу таксі.

### Зв'язок
1. Міське відділення поштового зв'язку м. Берислав Херсонської дирекції Акціонерного товариства «Укрпошта», вул. Героїв України, 197;
2. Нова Пошта № 1, вул. Шевченка, 23–А;
3. Нова пошта № 2, Молодіжний, вул. Героїв України, 126в;
4. Станційно–лінійна дільниця № 3 м. Берислав РТЦ № 631 м. Каховка Херсонської філії ПАТ «Укртелеком», вул. Героїв України, 197.[130][141]

## Засоби масової інформації

### Газети
Редакція районної газети «Маяк», вул. Кримська, 50.

### Телебачення
ПП «Бериславське Кабельне Телебачення».

#### Телеканали
1. Суспільне Херсон — АТ «НСТУ»;[143]
2. ТРК «KRATU»;[144]
3. ТРК «ВТВ–плюс»;[145]
4. ТРК «Херсон. Плюс»;[146]
5. ТРК «ЯТБ».[147]

#### Радіо
1. Суспільне Херсон — АТ «НСТУ»;
2. Радіо «Культура», частота 91.4 FM;
3. Українське Радіо, частота 95.4 FM;
4. Радіо «Промінь», частота 98.5 FM;[143][148]

#### Інтернет–видання
1. «ХЕРСОН Онлайн» — суспільно–політичне інтернет–видання;[149]
2. Інтернет–видання МОСТ;[150]
3. Інформаційне видання «Український Південь»;[151]
4. Кавун. Сity;[152]
5. Суспільне Херсон — АТ «НСТУ»;[143]
6. ТОВ Інформаційне агентство «Район ін юа» — «Район. Берислав».[153]

## Культура Берислава

### Монети в Бериславі
Берислав — місто з 500–річною історією, яке переживає різні етапи розвитку. Від фортеці Кизи–Кермен залишились лише сліди, а будівлі XVIII століття можна перерахувати на пальцях. Після дощів земля видає монети, які є свідками минулих часів.
Монети можна розділити на дві групи: до початку XVIII ст. і після 30–х років XVIII ст. Основну частину першої групи складають монети Османської імперії та Кримських ханів. Другий період розвитку фортеці Кизи–Кермен, судячи з монет, розпочався після 1731 р.
З 1700 по 1731 рік політичні події не сприяли заселенню пониззя Дніпра. Після приєднання Криму до Російської імперії Катерина II підписала укази про ліквідацію Січі та заснування міста Берислав.
Велика кількість монет XIX — початку XX ст. свідчить про бурхливий економічний розвиток міста.

### Пам'ятки історії та культури

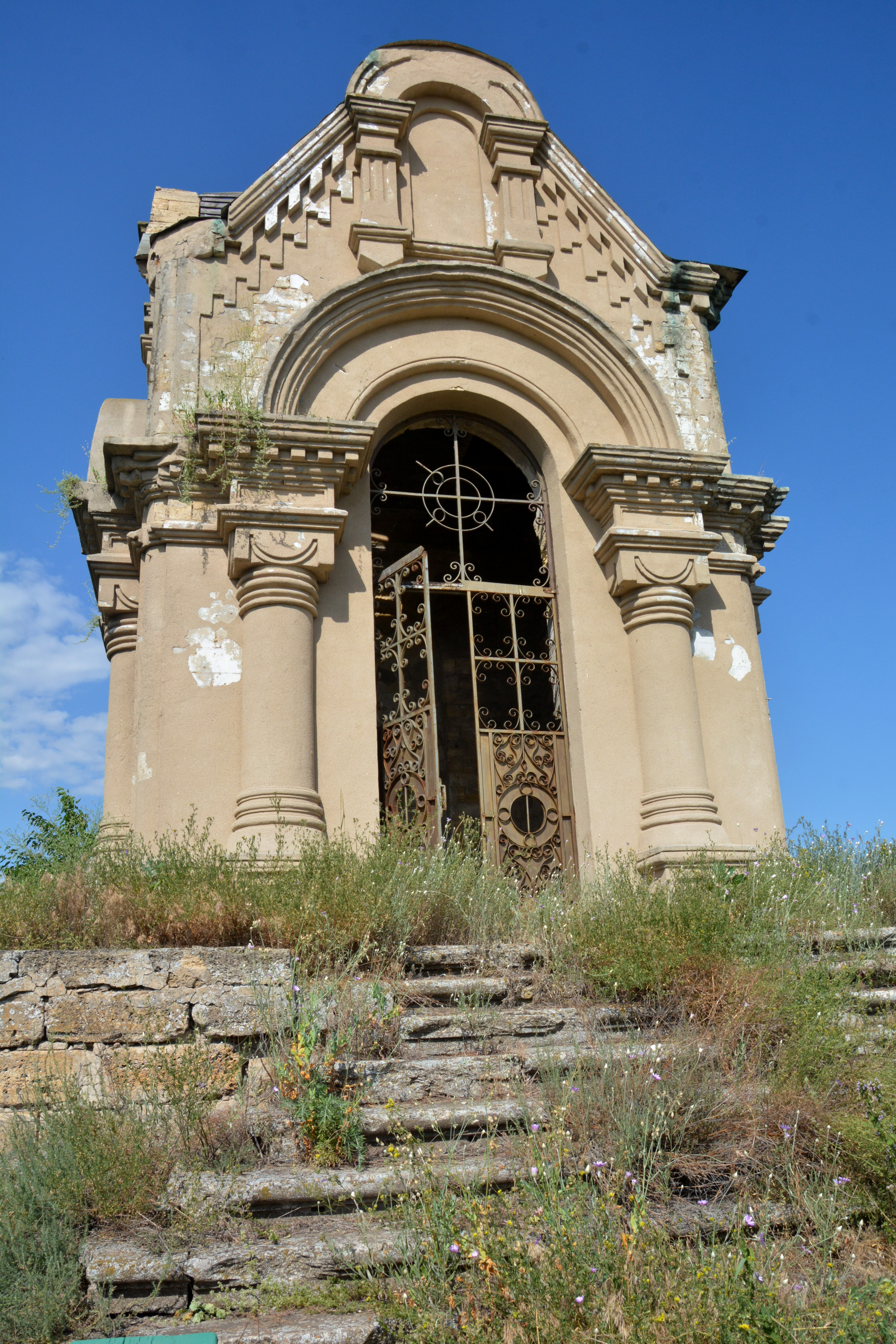
Каплиця братської могили

Пам'ятки історії та культури включають Кам'янську Січ, могилу кошового отамана Костя Гордієнка, Григоріє–Бізюків монастир, залишки фортеці Тягин, братську могилу героїв Кримської війни з меморіальною каплицею, та Свято–Введенську церкву. У 1996 році було встановлено пам'ятний знак на честь здобуття фортеці козаками. У місті також варто відвідати стадіон, де грає ФК «Таврія».
У місті збереглися залишки фортечних мурів XV–XVII ст., унікальна пам'ятка дерев'яного культового зодчества запорозьких козаків — Введенська церква. А неподалік від Берислава — залишки Кам'янської Січі, однієї з останніх в історії українського козацтва. У 1996 р. на місці Кизи–Кермен встановлено пам'ятний знак на честь здобуття фортеці козаками у 1695 р. — дзвін та меморіальний хрест на честь формування Чорноморського (Кубанського) козацького війська в 1784–87 рр.
В центрі Берислава розташований будинок культури, колишній Воскресенський собор.
Для відпочинку в Бериславі є кілька кафе, набережна і парк імені Шевченка, який нещодавно був відновлений і тепер має пішохідну зону, фонтани та дитячий та спортивний майданчики.

#### Братська могила героїв Кримської війни 1853—1856рр.
Братська могила героїв Кримської війни 1853–1856 рр. з меморіальною каплицею (виїзд з міста в сторону Великої Олександрівки). У братській могилі на військовому кладовищі знайшли останній притулок 532 солдатів, моряків та козаків. До наших днів збереглися два кам'яні хрести та каплиця, зведена у романському стилі у пам'ять захисників Севастополя.

#### Кам'янська Січ
Кам'янська Січ, розташована на річці Кам'янка, була важливим адміністративним та військовим центром українського козацтва. Заснована в 1709 році після знищення Чортомлицької Січі, вона служила притулком для козаків, які втекли після Полтавської битви.
Січ була під захистом турецького султана, що забезпечувало захист від нападів імперських військ. Проте в 1711 році, під час правління Петра І, війська Російської імперії напали на Січ, змусивши козаків відступити до Кримського ханства, де вони заснували Олешківську Січ. Після смерті Петра І в 1728 році, козаки повернулися до Кам'янської Січі.
На території Січі було ремісниче передмістя, де козаки займалися гончарством та литтям кольорових металів. Також тут була церква Покрови Пресвятої Богоматері, різні майстерні, курені, шинки та постоялі двори. Кам'янська Січ існувала до 1734 року, коли козаки вийшли з–під протекторату турецького султана.
Сьогодні на місці Кам'янської Січі проводяться археологічні розкопки. Зараз на цій території знаходиться маєток пана Агаркова. Збереглися стайні, винні льохи, басейн, штучний ґрот на схилах Дніпра, а також козацький цвинтар з могилою Костя Гордієнка.
У 2015 році розпочали підготовчі роботи зі створення національного природного парку «Кам'янська Січ». Планується включити до парку близько 8385 га земель водного фонду, 3344,3 га земель сільськогосподарського та 1525,4 га земель лісогосподарського призначення.
Також у Бериславі існує пам'ятник захисникам незалежності України, відкритий у 2016 році.

#### Дзвін «Казикермен» в Полтавському краєзнавчому музеї
Величний дзвін «Казикермен», що важить близько двох тонн, є центральним експонатом відділу історії Полтавського краєзнавчого музею. Цей дзвін, що раніше використовувався для відліку часу та скликання на молитву, тепер мовчазно стоїть на постаменті.

##### Історія дзвону
У 1695 році, під час правління царя Петра І, було організовано два походи для здобуття Азовської фортеці. Перший похід не був успішним для царських військ, але друге військо, під командуванням гетьмана Івана Мазепи та боярина Бориса Шереметєва, виконало своє завдання з честю. Це військо було послане у пониззя Дніпра, щоб відволікти татарську орду і не дати їй прийти на допомогу турецьким силам, оточеним у Азові. Після переправи через Дніпро війська вирушили до Казикермена, першої з чотирьох турецьких фортець, і 24 липня підійшли під самий Казикермен. З 25 на 26 липня відбувся перший штурм Казикермена.

###### Взяття Казикермена
Під час облоги Казикермена були зроблені таємні підкопи, де закладали порох. Вибухи пошкодили стіни фортеці і розбили більшість турецьких гармат. Гетьман Іван Мазепа використав тактику спорудження земляного валу навколо укріплень, щоб засипати фортечний рів і порівнятися зі стінами. 30 липня козаки за допомогою підкопу зірвали наріжну башту і розпочали рукопашний бій. Перед заходом сонця вони зайняли фортецю.
Полтавський полк під командою полковника Павла Герцика брав участь у цих подіях. Після повернення з походу полтавські козаки вирішили відлити великий дзвін для собору Успіння Пресвятої Богородиці в Полтаві як пам'ятку про перемогу. Витрати на відливання взяв на себе полковник Павло Герцик.
Дзвін «Казикермен» довгий час висів на дзвіниці Успенського собору в Полтаві, але у XIX столітті в ньому з'явилася тріщина. У 1864 році про нього згадали в «Полтавських єпархіальних відомостях». У 1876 році його зняли з дзвіниці, а в 1890 році його перелили на московському заводі М. Д. Фінляндського за кошти Тетяни Старицької. Під час переливання було допущено декілька помилок, але було додано нові написи.
У 1930 році дзвін було знято з дзвіниці і відправлено на склад. Після війни його повернули до Полтави і встановили в музеї. У 2004 році до «Казикермена» додали сім нових дзвонів, які були освячені і встановлені в Свято–Успенському соборі в Полтаві.

##### Характеристика дзвону
Цей дзвін має класичну форму з товстими стінками і гладкою поверхнею. Він прикрашений рельєфними зображеннями та написами, включаючи герб Герциків і зображення Богоматері. Напис на верхній частині вказує, що дзвін був відлитий у 1695 році. Він був виготовлений з допомогою здобутих під час штурму Казикермена гармат та інших металевих речей. Витрати на відливання взяв на себе полковник Павло Герцик. На дзвоні є вірш, автором якого є Іван Величковський, відомий український поет другої половини XVII століття.

#### Пам'ятники
Президент України Л. Кравчук 19 лютого 1993 р. видав Указ «Про заходи у зв'язку з 60–ми роковинами голодомору в Україні».
У Бериславі, за два місяці до Указу, районна організація «Просвіта» звернулася до місцевої адміністрації з пропозицією вшанувати пам'ять загиблих від голодомору земляків встановленням меморіального знаку на центральному міському кладовищі. Ця ініціатива була підтримана, і того ж року було споруджено пам'ятний камінь. У листопаді 2003 р. там було відкрито пам'ятний хрест «Жертвам голодомору та політичних репресій».

#### Археологічні пам'ятки Берислава
Місто Берислав має такі археологічні пам'ятки:
1. Палеонтологічні знахідки;
2. Багатошарове поселення епохи пізньої бронзи, скіфського періоду;
3. Могильник черняхівської культури;
4. Курганний могильник епохи бронзи;
5. Бериславський скарб бронзових речей;
6. 20 курганів.

##### Гіпаріонова фауна
У 1951 році під час будівництва Каховської ГЕС було виявлено нове місцезнаходження гіпаріонової фауни у верхньосарматських відкладах. Розкопки проводилися під керівництвом академіка Л. Короткевича та професора І. Г. Підоплічка. Загалом, було розкопано площу у 226 кв.м, де знайдено понад 5000 кісток, що належали 95 особам різних тварин.
За даними академіка Короткевича, костеносний шар являв собою мергель, який знаходився у товщі верхньосарматських відкладів на глибині 10–12 м від поверхні. На основі детального вивчення умов захоронення можна зробити висновки про посилену континентальну переробку морських відкладів, періодичні паводки, що затоплюють рівнини, та динамічну силу потоку, який зносив і замулював кістки.
Захоронення кісткових залишків відбулося у короткий проміжок часу внаслідок масової загибелі тварин при затопленні понижених, прибережних ділянок Сарматського моря. У складі фауни описано два нових види ― палеотрагус і хілотерій. Зроблені висновки про наявність у пізньому сарматі значних площ, часом заболочених з деревною та чагарниковою рослинністю. Наявність у фауні жираф, мастодонтів, хілотерій, велетенських свиней дозволяє вважати, що клімат у той час був тут досить теплий, а в окремих ділянках узбережжя — вологий з досить високими річними температурами. З поступовим похолоданням та аридацією клімату у більшості представників гіпаріонової фауни відбуваються певні морфолого–анатомічні зміни, пов'язані з еволюцією та змінами умов існування. Зокрема, хілотерій змінюється збільшенням загальних розмірів, видовженням кінцівок та пристосуванням їх до пересування по твердішому ґрунту; жирафи ― палеотрагуси ― у напрямі зменшення загальних розмірів, видовження кінцівок, можливо, й шиї, зменшення довжини передкутніх зубів, видовження лицьової частини черепа; трогоцируси ― у напрямі збільшення розмірів, зменшення довжини ряду передкутніх зубів, ускладнення їх та зміни форми рогових стриженів. В результаті вивчення місцезнаходження Бериславської фауни дана тафонімічна характеристика (умови захоронення більшості місцезнаходжень півдня України раніше не були відомі). Крім того, встановлений видовий склад фауни. До останнього часу був відомий лише попередній список. У складі фауни описано два нових види ― палеотрагус і хілотерій, зроблені висновки про наявність у пізньому сарматі, у районі дослідження, значних площ, часом заболочених з деревною та чагарниковою рослинністю.

##### Данпарштад: Готська столиця
Древнє готське місто Данпарштад, що означає «Дніпрове місто», згадується у трьох скандинавських сагах «Херварасага». Воно асоціюється з історією вождя Хльода, позашлюбного сина готського короля Гейдрика, та його боротьби за спадщину.
Саги також розповідають про помсту двох братів за смерть їхньої сестри, що нагадує леґенду літописця Нестора про Кия, Щека, Хорива та їхню сестру Либідь.
Місце розташування Данпарштаду залишається предметом досліджень. Його спочатку ототожнювали з Києвом, але сучасні історики вказують на ряд інших місць, включаючи Гаврилівське, Козацьке, Любимівське і Зміївське городища.
У 1951 році археологи виявили велике поселення поблизу Берислава, де знайшли залишки кам'яних споруд палацового типу. Це могли бути руїни Данпарштаду або Метрополя.
Якщо врахувати, що столиця Германаріха існувала з 270–го по 375–й роки нової ери, то сучасному Бериславу більше як шістнадцять століть.

##### Підземелля Берислава
На Забалці (західна частина Берислава) виявлено тунелі, що починалися з глинища. Знаходили старовинні гроші, які називали «миколаївські» або «турецькі», та інші старовинні предмети. Було три тунелі, один з яких виводив у воду. Існував ще один тунель, що йшов у напрямку степу. Старі люди розповідали, що кам'яний міст через балку Кизи–Кермен викладений із каменю стін фортеці. У дворі фортеці був глибокий колодязь, яким користувалися турки.

#### Турецька культура
У 1929 році, за дорученням Одеської Крайової Комісії, було проведено обстеження решток турецької фортеці Кизи–Кермен в Бериславі. Рештки фортеці представляють собою високий скелястий бугор на Дніпрі, обмежений з трьох боків крутими урвищами. На території фортеці розташоване дворище Лизавети Золотаревської, де збереглися два будинки XIX століття, старий турецький колодязь та рештки старого муру.
Було знайдено сліди підземних ходів, а також масу каміння, скріпленого цементом, що може вказувати на місце прикріплення ланцюгів для блокування руху човнів. Також обстежено рештки фортець Арслан–Ердак на острові, Тавань на Таврицькому березі та Джан–Кермен (сучасна Каховка), яка через зміну річища Дніпра опинилася під водою.
Цікавими для дослідження є також скеля з рештками турецької старовини біля річки Космаха та рештки старих турецьких льохів в районі «Забалка».

#### Князь Трубецький
У 80–х роках 18 ст. граф Василь Васильович Орлов–Денисов, генерал–ад'ютант Государя Олександра Павловича, виграв у графині Браницької маєток з прилеглою землею, у кількості 18 000 десятин. Він велів побудувати на березі Дніпра дім, казарму, конюшню та господарські будівлі і переселив селян з Рязанської губернії. Назвав він вигране помістя «Козацьке». Управляли маєтком прикажчики, в основному це були німці–колоністи.
Батько Раїси Федорівни, після смерті бабусі, виховувався його тіткою графинею Софією Василівною Толстою. Він займався маєтками і зайнявся великим Козацьким господарством разом з сином старого управляючого ― Адольфом Яковичем Шмідтом.
У 80–х роках 19 ст. було створено основу Козацького господарства. Було збудовано економію, хутори і колодці, розгорнуто посів. Були створені виноградники. Батько Раїси Федорівни часто говорив: «Я ось канву створив, а тобі розшивати прийдеться».
Основні галузі господарства до початку XX століття були хліборобство, виноградарство і вівчарство. При закладці виноградників була поставлена метеостанція. Загальні економічні умови ринку у перших роках 20 ст. вимагали від них інтенсифікації хліборобства і збільшення розмірів його. Було ухвалено рішення про шестипільну сівозміну з сьомим полем–травою. Люцерна давала 2–3 укоси і з десятини збиралося до 250 пудів.

### Церкви Берислава
У кінці XIX ст. в Бериславі діяло чотири храми. Планувалося побудувати ще дві церкви. Місто мало активне духовне життя. Жителі дотримувалися всіх постів, часто сповідалися і приймали Св. Тайни.

#### Дерев'яна Свято-Введенська церква
Цінна історико-архітектурна пам'ятка у Бериславі — дерев'яна Свято-Введенська церква, заснована у першій половині XVIII ст.
У 1726 році за указом полковника Івана Ларионовича було розпочато будівництво церкви. Для роботи найняли п'ятьох теслів, яким полковник виплатив 30 рублів, забезпечив продовольством та іншими необхідними матеріалами. Також до будівництва залучали 15 гарнізонних робітників та 10 горілок.
В 1782 році, після кримської війни, церква була привезена по Дніпру з фортеці Переволочна, Полтавської губернії, і встановлена в Бериславі біля пристані без жодного цвяха 29 вересня 1784 р. Церква була перенесена в місто двічі, спочатку на центральну площу, а потім після побудови у центрі міста кам'яного Воскресенського собору її ще раз перенесли на нове місце: на пагорб, де вона стоїть і дотепер. У наш час це діючий храм УПЦ МП.
В церкві є чудотворна ікона, яка за легендою має завжди знаходитись тут, а того, хто винесе її за межі храму чекає прокляття для всього роду.
Іконостас церкви вирізьблений у старовинному стилі. Напрестольне Євангеліє, видане у 1697 році за благополуччя царя Петра I, подарував пан Никита Романов у 1700 році. Також є срібряний восьми конечний хрест із зображенням розп’яття та святителя Миколая без додаткових прикрас.

#### Воскресенська церква
У 1894 році громадяни Берислава зібрали кошти на побудову нового іконостаса Воскресенської церкви. Бериславське Міське Товариство внесло 1000 руб., а купці та поміщики — від 510 до 606 рублів. Цікавим є повідомлення, опубліковане у 1894 році, про висловлення подяки Імператору за врятоване життя Наслідника Цесаревича під час його візиту до Японії. Бериславські міщани влаштували в дворі Введенської церкви ворота з аркою та калитками, а один з них пожертвував гробницю для плащаниці.

#### Успенська церква
У першій третині XIX століття з 1811—1835 року в Бериславі збудовано Свято–Успенську церкву в стилі класицизму.
У 1855 році при церкві було створено тимчасовий напівшпиталь для допомоги учасникам оборони Севастополя. Пізніше в будівлі церкви розміщувалось педагогічне училище з актовим залом та бібліотекою. У 1970-х роках до будівлі додали котельню. На сьогодні церква частково відреставрована, а педучилище та котельня були ліквідовані.

##### Історичні документи Успенської церкви

###### Автобіографія священника Трифона Немчинова
«Народився в Москві 15/IX 1908 р. Отець працював на залізниці і помер від сипного тифу в 1919 р. Закінчив 9–річну школу в 1928 р. і вступив на I курс Природничо–історичний факультет I МГУ в 1930 р. Батьки були релігійними людьми, а вихователем був протоієрей І. Кедров. Після закінчення школи обіцяв йому присвятити життя служінню Церкві. В кінці 1933 р. був засуджений трійкою ОГПУ за ст. 58 параграф 10 і висланий на 3 роки в Сибір. Після повернення в 1936 р. з Сибіру поселився в Калузі. Працював на Лесозаводі, але здоров'я погіршилося і він змушений був покинути роботу. В 1939 р. лікарі порадили йому змінити клімат і він переїхав до родичів в Проскуров. Після початку війни і окупації України німцями був арештований поліцією. Втік і направився до Мелітополя, де був знову затриманий. Зимою 1942 р. вдалося втекти з табору. Після звільнення Дніпра переїхав у Велику Лепетиху, де служив до 10/VI.1945 р. З 14/VI служу в м. Бериславі в Успенській Церкві.»

###### Лист до єпископа Михаїла
«29/VII отримано вказівку від Бериславської міськради про необхідність відступити приміщення церковного дому, де знаходилася церковна сторожка, дирекції педагогічної школи. Це приміщення було відремонтовано церквою в 1944–45 рр. Постанова місцевої влади про вилучення його у церкви, на наш погляд, є незаконною і просимо Вашого клопотання перед Уповноваженим по справах церкви про його скасування.
Настоятель Церкви священник Трифон Немчинов /підпис/
Церковний староста М. Федотченко /підпис/
29 липня 1946 р.»

###### Відповідь на запит №176 від 1/ХІ 46
10 листопада 1946 р., № 17
На Ваш запит № 176 від 1/ХІ 46 повідомляємо, що церковна сторожка Успенської церкви знаходиться в своєму природному приміщенні в огорожі церкви. Ми вважаємо, що рішення Райвиконкому про передачу всіх природних шкільних приміщень школам в даному випадку непридатне, оскільки церковна сторожка займає не природне шкільне приміщення, а своє власне. Після фронту будівля церковно–приходської школи була повністю зруйнована, але за допомогою церковної громади підвал був відновлений і відремонтований.
Настоятель Церкви священник Трифон Немчинов.»

###### Лист до ГоловиРади Міністрів СРСРХрущова М. С.
«Успенська церква, Берислав, 20 квітня 1961 р.
До: Голови Ради Міністрів СРСР Хрущов М. С.

Від спільноти віруючих Успенської церкви ми звертаємося з проханням залишити Успенську церкву за нашою общиною. Церква була відремонтована нами в 1945 році, на що було витрачено близько 300 тисяч. Зареєстровано 3000 віруючих.»

###### Скарга доПрезидії Верховної Ради Української РСР
«Президії Верховної Ради Української РСР
Скарга
Ми, члени Спільноти віруючих Успенської церкви, просимо скасувати рішення районного виконавчого комітету про закриття храму і залишити його в нашому користуванні.»

###### Відповідь приймальні виконавчого комітету Херсонської обласної ради депутатів трудящих
«Приймальня виконавчого комітету Херсонської обласної ради депутатів трудящих
Раніше: САДОВНИК Антоніна Семенівна,
Ваша скарга була розглянута. Ваше прохання не може бути задоволена, оскільки вона суперечить рішенню виконавчого комітету Херсонської обласної ради.»

##### Період Незалежності
У 2005 році територію та будівлю Свято-Успенського храму передано у власність Українській Православній Церкві.
Зусиллями правлячого ієрея, прихожан та благочинників Храм Святого Успіння Пресвятої Богородиці почав підійматися з десятилітніх руїн.
28 серпня 2010 року Владика Іоасаф, єпископ Новокаховський і Генічеський, відправив Божественну літургію в Свято-Успенському храмі міста Берислав. Богослужіння почалось з освячення відновленої частини (приділу) храму на честь преп. Серафима Саровського. Після богослужіння він привітав прихожан та гостей храму з празником Успіння Божої Матері. Владика відзначив, що на землі засвітилася ще одна лампада, яка приведе багатьох до спасіння. Настоятелю храму священику Василію Шпитальному була вручена архієрейську грамоту за його працю та внесок у відродження святилища.
3 вересня 2022 року її було пошкоджено при російському вторгненні в Україну.
1 серпня 2023 року Успенська церква міста Берислав була внесена до списку ЮНЕСКО об'єктів культурної спадщини пошкоджених у причорноморських областях.

#### Школи Бериславських парафій
Таблиця Школи Бериславських парафій
| №   | Назва школи                                                              | К–сть учнів | К–сть учнів | Іновірців | Законовчитель              |
| №   | Назва школи                                                              | Хлоп.       | Дівч.       | Іновірців | Законовчитель              |
| 1.  | Бериславське двокласне парафіальне чоловіче училище                      | 201         | 0           | 22        | Прот. Іоанн Воскресенський |
| 1.  | Бериславське початкове жіноче училище                                    | 0           | 147         | 27        | Св. Василь Клопотовський   |
| 2.  | Бериславське початкове змішане училище                                   | 89          | 26          | 0         | Св. Василь Голоносов       |
| 3.  | Бериславське забалківське початкове змішане училище                      | 49          | 48          | 0         | н/д                        |
| 4.  | Козацьке сільське початкове змішане училище                              | 69          | 22          | 4         | н/д                        |
| 5.  | Бургунське сільське початкове змішане училище                            | 27          | 7           | 0         | Св. Самуїл Павлюченко      |
| 6.  | Дрімайлівське сільське початкове змішане училище                         | 17          | 11          | 0         | Св. Василь Голоносов       |
| 7.  | Школа грамоти при Воскресенській церкві                                  | 31          | 15          | 0         | Прот. Іоан Воскресенський  |
| 8.  | Школа грамоти при Успенській церкві                                      | 22          | 14          | 0         | Св. Євгеній Басанський     |
| 9.  | Школа грамоти в с. Одро–Кам'янка                                         | 24          | 13          | 0         | Св. Василь Клопотовський   |
| 10. | Бериславська однокласна церковно–парафіяльна школа при Введенській школі | 30          | 0           | 0         | Св. Василь Голоносов       |

#### Священнослужителі Берислава станом на 1899р.
Таблиця Священнослужителі Берислава станом на 1899 р.
| Храм          | Настоятель                                  | Священник                 | Диякон           |
| Воскресенська | Канд. богослов'я прот. Іоанн Воскресенський | Св. Василь Колопотовський | Дмитро Лисогоров |
| Успенська     | Св. Євгеній Басанський                      | Григорій Шпаковський      | Микола Бартиньов |
| Введенська    | Василь Голоносов                            |                           |                  |
| Всіх Святих   | Защит. св. Олександр Калюжний               |                           |                  |

## Документальні фільми про Берислав
Список документальних фільмів про Берислав:
1. «Берислав — допомагаємо звільненій Херсонщині!»;[211]
2. «Берислав — місто-привид на Херсонщині: без світла, води, покинуті коти та собаки. Як виживають люди»;[212]
3. «Врятувати людей від голоду в окупації, благодійна кухня Берислав, Херсонщина УГКЦ| Репортаж»;[213]
4. «Найстаріше місто Херсонської області. Хто заснував Берислав?»;[214]
5. «Непрості історії» Берислав: Ми хочемо жити! — документальний фільм ТРК Рудана;[215]
6. «Полювання на цивільних: як дрони РФ тероризують українське місто» — документальний фільм DW Ukrainian;[216][217]
7. «Свято-Успенська Церква у м. Берислав»;[218]
8. «Скидають вибухівку ПРЯМО НА ЛЮДЕЙ». Як живе Бериславський район?| Новини Приазов'я";[219]
9. «Херсонщина на вулкані» — документальний фільм Суспільне Культура.[220]
10. «Берислав» — shAmAn Magic Music. [221]

## Цікаві факти
Відомо, що ім'я «Берислав» в різний історичний період носили такі судна:
1. Фрегат «Берислав» (1783–1790 рр.) У 1783 р. на Гнилопільській корабельні було закладено 4 фрегати для Чорноморського флоту. У 1786 р. вони були спущені на воду та отримали назви: «Кінбурн», «Берислав», «Фанагорія», «Таганрог». «Берислав» відзначився у битві біля Фідонісі (Зміїний) у 1788 р. Після бою корабель був відправлений на ремонт до Севастополя. У 1790 р. фрегат було списано;
2. Буксирний пароплав «Берислав» (1912–1926 рр.) У 1912 р. на заводі «Наваль» у Миколаєві було побудовано буксирний пароплав «Берислав». Він мав довжину 35,5 м, ширину 8,34 м, 2 котли, потужність машин 267 к.с. Пароплав пережив події 1917–21 рр. і у 1926 р. був перейменований у «Рудзутак»;
3. Суховантажний теплохід «Берислав» (1966–1989 рр.) У 1966 р. на Херсонському суднобудівному заводі було збудовано суховантажний теплохід «Берислав». Він мав довжину 155,7 м, ширину 20,6 м, висоту 9 м, водотоннажність — 12 858 т., потужність дизельного двигуна — 8700 к.с. З 1966 по 1989 роки він здійснював перевезення вантажів. У 1989 р. теплохід був списаний.

У 1890 році місто відвідав відомий американський мандрівник Томас Стівенс, про що написав у книзі «Через Росію на мустанзі» (англ. Through Russia on a Mustang).
З 31 серпня по 22 вересня 2016 року в Бериславі, Зміївці, Миловому та Чаплинці відбувалися зйомки повнометражного художнього фільму «Вулкан» режисера Романа Бондарчука.

## Галерея

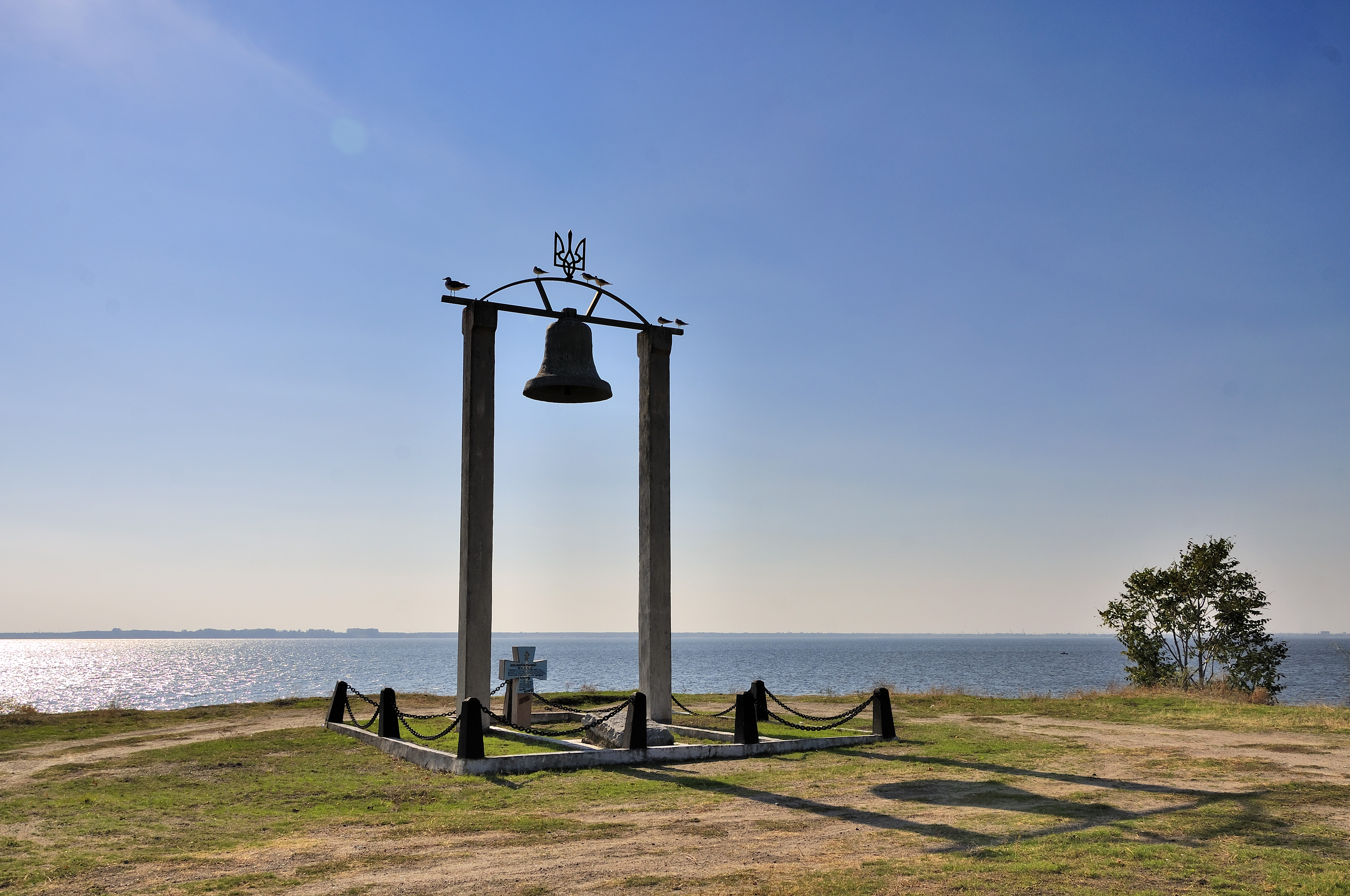
Меморіальний знак козакам

## Люди
- Кучер Володимир Петрович — директор комунального закладу «Бериславський медичний коледж», заслужений працівник освіти України.[227]

### Почесні громадяни міста
1. Інна Володимирівна Осипенко–Радомська — українська веслувальниця на байдарках, чемпіонка Олімпійських ігор в Пекіні, срібна медалістка на Олімпійських іграх у Лондоні. Бронзова медалістка Олімпійських ігор в Афінах у складі жіночої четвірки, чемпіонка світу в Познані (Польща) К1 500 метрів. Заслужений майстер спорту;
2. Кардава Север'ян Север'янович — директор КНП «Бериславська ЦРЛ»;
3. Карленко Юрій Павлович — генерал–майор запасу;
4. Колихаєв Ігор Вікторович — колишній депутат Верховної Ради України IX скликання, мер Херсона;
5. Кравченко Микола Олексійович — ветеран органів внутрішніх справ, підполковник;
6. Лляна Мотрона Сидорівна — заслужений вчитель України;
7. Метляєв Василь Кирилович — державний діяч, вчений, ветеран Німецько-радянської війни;
8. Шагун Павло Григорович — ветеран праці Бериславського машинобудівного заводу.[228]

### У місті народилися
- Бабич Ісай Якович (1902—1948) — радянський працівник НКВС та МДБ.
- Горіккер Михайло Львович (1895—1955) — генерал-майор, винахідник інженерних протитанкових загороджень «їжак».
- Дмитрук Микола Ілліч (*1961) — Народний депутат України 7-го скликання.
- Забєлін Кирило Валерійович (1992—2015) — старший солдат Збройних сил України, учасник російсько-української війни.
- Литвинов Олімпій Олімпійович (1905—1990) — український радянський вчений у галузі будівельного виробництва, професор.
- Южда Григорій Григорович (*1956) — український журналіст.